# Llista de topònims d'Isona i Conca Dellà
Llista de topònims (noms propis de lloc) del municipi d'Isona i Conca Dellà, al Pallars Jussà
Informació actualitzada per un bot. Els canvis manuals es perdran quan s'actualitzi!

## antic assentament
| imatge | Nom                    | Ubicat a            | instància de      | Detalls | coordenades                                                   | Protecció | Commons (més fotos) | Dades a WD                    |
| ------ | ---------------------- | ------------------- | ----------------- | ------- | ------------------------------------------------------------- | --------- | ------------------- | ----------------------------- |
|        | Despoblat de Llatzeret | Isona i Conca Dellà | antic assentament |         | 42° 06′ 48″ N, 1° 05′ 41″ E / 42.11333333°N,1.09472222°E      |           |                     | Modifica les dades a Wikidata |
|        | Despoblat de Neret     | Isona i Conca Dellà | antic assentament |         | 42° 10′ 36″ N, 0° 56′ 50″ E / 42.17666667°N,0.94722222°E      |           |                     | Modifica les dades a Wikidata |
|        | Galliner               | Isona i Conca Dellà | antic assentament |         | 42° 10′ 53″ N, 0° 56′ 31″ E / 42.181479°N,0.941994°E 786 msnm |           | Galliner            | Modifica les dades a Wikidata |

## antic municipi d'Espanya
| imatge | Nom                | Ubicat a            | instància de             | Detalls | coordenades                                              | Protecció | Commons (més fotos)                 | Dades a WD                    |
| ------ | ------------------ | ------------------- | ------------------------ | ------- | -------------------------------------------------------- | --------- | ----------------------------------- | ----------------------------- |
|        | Benavent de Tremp  | Isona i Conca Dellà | antic municipi d'Espanya |         | 42° 04′ 24″ N, 1° 05′ 48″ E / 42.073317°N,1.096599°E     |           | Benavent de Tremp                   | Modifica les dades a Wikidata |
|        | Conques            | Isona i Conca Dellà | antic municipi d'Espanya |         | 42° 07′ 09″ N, 1° 00′ 45″ E / 42.119232°N,1.012537°E     |           | Conques (antic municipi)            | Modifica les dades a Wikidata |
|        | Figuerola d'Orcau  | Isona i Conca Dellà | antic municipi d'Espanya |         | 42° 07′ 49″ N, 0° 59′ 40″ E / 42.130368°N,0.994465°E     |           | Figuerola d'Orcau (antic municipi)  | Modifica les dades a Wikidata |
|        | Isona              | Isona i Conca Dellà | antic municipi d'Espanya |         | 42° 07′ 00″ N, 1° 02′ 39″ E / 42.11666667°N,1.04416667°E |           | Isona (antic municipi)              | Modifica les dades a Wikidata |
|        | Orcau              | Isona i Conca Dellà | antic municipi d'Espanya |         | 42° 09′ 48″ N, 0° 58′ 55″ E / 42.163285°N,0.982076°E     |           | Orcau (antic municipi)              | Modifica les dades a Wikidata |
|        | Sant Romà d'Abella | Isona i Conca Dellà | antic municipi d'Espanya |         | 42° 08′ 31″ N, 1° 02′ 23″ E / 42.141969°N,1.039748°E     |           | Sant Romà d'Abella (antic municipi) | Modifica les dades a Wikidata |

## bosc
| imatge | Nom                | Ubicat a            | instància de | Detalls | coordenades                                                                     | Protecció | Commons (més fotos) | Dades a WD                    |
| ------ | ------------------ | ------------------- | ------------ | ------- | ------------------------------------------------------------------------------- | --------- | ------------------- | ----------------------------- |
|        | Bosc Gran de Moles | Isona i Conca Dellà | bosc         |         | 42° 05′ 20″ N, 1° 06′ 51″ E / 42.089°N,1.11402777778°E 1100 msnm                |           |                     | Modifica les dades a Wikidata |
|        | Bosc del Cimadal   | Isona i Conca Dellà | bosc         |         | 42° 07′ 36″ N, 1° 08′ 04″ E / 42.1267777778°N,1.13455555556°E Siall 1342.7 msnm |           |                     | Modifica les dades a Wikidata |
|        | Lo Rebollar        | Isona i Conca Dellà | bosc         |         | 42° 05′ 20″ N, 1° 06′ 51″ E / 42.089°N,1.11402777778°E Biscarri 1150 msnm       |           |                     | Modifica les dades a Wikidata |

## cabana
| imatge | Nom                                | Ubicat a            | instància de | Detalls       | coordenades                                                          | Protecció | Commons (més fotos) | Dades a WD                    |
| ------ | ---------------------------------- | ------------------- | ------------ | ------------- | -------------------------------------------------------------------- | --------- | ------------------- | ----------------------------- |
|        | Borda del Pamitxo                  | Isona i Conca Dellà | cabana       | Estat: ruïnós | 42° 06′ 50″ N, 1° 07′ 22″ E / 42.1138491316517°N,1.12284423900043°E  |           |                     | Modifica les dades a Wikidata |
|        | Borda del Xiriveta                 | Isona i Conca Dellà | cabana       |               | 42° 05′ 57″ N, 1° 01′ 24″ E / 42.09922222°N,1.02336111°E 563 msnm    |           |                     | Modifica les dades a Wikidata |
|        | Cabana del Perut                   | Isona i Conca Dellà | cabana       |               | 42° 08′ 48″ N, 0° 58′ 33″ E / 42.1465820529779°N,0.975941232833078°E |           |                     | Modifica les dades a Wikidata |
|        | cabana de Girau                    | Isona i Conca Dellà | cabana       |               | 42° 08′ 19″ N, 1° 02′ 27″ E / 42.1386780426896°N,1.04095383214719°E  |           |                     | Modifica les dades a Wikidata |
|        | cabana de Gori                     | Isona i Conca Dellà | cabana       |               | 42° 06′ 56″ N, 0° 59′ 25″ E / 42.1155732988188°N,0.990197795167847°E |           |                     | Modifica les dades a Wikidata |
|        | cabana de Guixa                    | Isona i Conca Dellà | cabana       |               | 42° 07′ 18″ N, 0° 59′ 53″ E / 42.121680049553°N,0.997964595654425°E  |           |                     | Modifica les dades a Wikidata |
|        | cabana de Gussinet                 | Isona i Conca Dellà | cabana       |               | 42° 06′ 45″ N, 1° 00′ 59″ E / 42.1124°N,1.01639°E 535 msnm           |           |                     | Modifica les dades a Wikidata |
|        | cabana de Manget                   | Isona i Conca Dellà | cabana       |               | 42° 08′ 35″ N, 0° 58′ 41″ E / 42.1429725630138°N,0.978089230419866°E |           |                     | Modifica les dades a Wikidata |
|        | cabana de Pallars                  | Isona i Conca Dellà | cabana       |               | 42° 08′ 33″ N, 1° 00′ 35″ E / 42.14245359195°N,1.0096893644308°E     |           |                     | Modifica les dades a Wikidata |
|        | cabana de Patxeco                  | Isona i Conca Dellà | cabana       |               | 42° 08′ 45″ N, 0° 59′ 01″ E / 42.1457071181486°N,0.983532621652692°E |           |                     | Modifica les dades a Wikidata |
|        | cabana de Perut                    | Isona i Conca Dellà | cabana       |               | 42° 09′ 04″ N, 0° 59′ 24″ E / 42.1509996023765°N,0.990033126481747°E |           |                     | Modifica les dades a Wikidata |
|        | cabana de Vidant                   | Isona i Conca Dellà | cabana       |               | 42° 08′ 34″ N, 0° 58′ 32″ E / 42.1428103226162°N,0.975528970280558°E |           |                     | Modifica les dades a Wikidata |
|        | cabana de l'Albert                 | Isona i Conca Dellà | cabana       |               | 42° 08′ 50″ N, 0° 58′ 56″ E / 42.1472220114539°N,0.982104909718293°E |           |                     | Modifica les dades a Wikidata |
|        | cabana de l'Aragó                  | Isona i Conca Dellà | cabana       |               | 42° 11′ 28″ N, 0° 57′ 41″ E / 42.1911116625668°N,0.96146570218537°E  |           |                     | Modifica les dades a Wikidata |
|        | cabana de l'Enrica                 | Isona i Conca Dellà | cabana       |               | 42° 07′ 36″ N, 1° 03′ 03″ E / 42.12675°N,1.05075°E 682.5 msnm        |           |                     | Modifica les dades a Wikidata |
|        | cabana de la Collada               | Isona i Conca Dellà | cabana       |               | 42° 05′ 54″ N, 1° 04′ 14″ E / 42.0983659992852°N,1.07062538255226°E  |           |                     | Modifica les dades a Wikidata |
|        | cabana de les Freixineres          | Isona i Conca Dellà | cabana       |               | 42° 06′ 04″ N, 1° 04′ 39″ E / 42.1010376665126°N,1.07741328353095°E  |           |                     | Modifica les dades a Wikidata |
|        | cabana de les Planes               | Isona i Conca Dellà | cabana       |               | 42° 05′ 42″ N, 1° 05′ 02″ E / 42.0950602677011°N,1.08402685958685°E  |           |                     | Modifica les dades a Wikidata |
|        | cabana del Bitan                   | Isona i Conca Dellà | cabana       |               | 42° 08′ 57″ N, 0° 57′ 57″ E / 42.1492739691242°N,0.965713727137907°E |           |                     | Modifica les dades a Wikidata |
|        | cabana del Bosquets                | Isona i Conca Dellà | cabana       |               | 42° 05′ 16″ N, 0° 59′ 47″ E / 42.0877005215561°N,0.9964101254755°E   |           |                     | Modifica les dades a Wikidata |
|        | cabana del Camp                    | Isona i Conca Dellà | cabana       |               | 42° 09′ 20″ N, 1° 00′ 22″ E / 42.1554476528731°N,1.00597785794501°E  |           |                     | Modifica les dades a Wikidata |
|        | cabana del Canovall                | Isona i Conca Dellà | cabana       |               | 42° 04′ 54″ N, 1° 05′ 51″ E / 42.0815309628778°N,1.09741818062767°E  |           |                     | Modifica les dades a Wikidata |
|        | cabana del Carlos                  | Isona i Conca Dellà | cabana       |               | 42° 05′ 40″ N, 1° 05′ 51″ E / 42.0944038040463°N,1.09761376321677°E  |           |                     | Modifica les dades a Wikidata |
|        | cabana del Catarrí                 | Isona i Conca Dellà | cabana       |               | 42° 06′ 45″ N, 1° 00′ 22″ E / 42.1126°N,1.00603°E 511 msnm           |           |                     | Modifica les dades a Wikidata |
|        | cabana del Cilió                   | Isona i Conca Dellà | cabana       |               | 42° 08′ 58″ N, 1° 02′ 28″ E / 42.1495668566851°N,1.04099316216601°E  |           |                     | Modifica les dades a Wikidata |
|        | cabana del Curulla                 | Isona i Conca Dellà | cabana       |               | 42° 03′ 38″ N, 1° 05′ 46″ E / 42.0605710294055°N,1.09615889456988°E  |           |                     | Modifica les dades a Wikidata |
|        | cabana del Feixar                  | Isona i Conca Dellà | cabana       |               | 42° 09′ 03″ N, 1° 01′ 12″ E / 42.1508007011944°N,1.02001756771008°E  |           |                     | Modifica les dades a Wikidata |
|        | cabana del Gargallar               | Isona i Conca Dellà | cabana       |               | 42° 09′ 59″ N, 1° 02′ 14″ E / 42.16633333°N,1.03733333°E 833.6 msnm  |           |                     | Modifica les dades a Wikidata |
|        | cabana del Gravat                  | Isona i Conca Dellà | cabana       |               | 42° 08′ 57″ N, 0° 58′ 32″ E / 42.1491398097413°N,0.975436139070286°E |           |                     | Modifica les dades a Wikidata |
|        | cabana del Joan                    | Isona i Conca Dellà | cabana       |               | 42° 09′ 23″ N, 0° 59′ 02″ E / 42.1563950889778°N,0.983931542527828°E |           |                     | Modifica les dades a Wikidata |
|        | cabana del Juanito                 | Isona i Conca Dellà | cabana       |               | 42° 07′ 46″ N, 0° 57′ 34″ E / 42.1294118093143°N,0.95939298992403°E  |           |                     | Modifica les dades a Wikidata |
|        | cabana del Lledó de Perut          | Isona i Conca Dellà | cabana       |               | 42° 08′ 52″ N, 0° 57′ 50″ E / 42.1478558746092°N,0.963955949846628°E |           |                     | Modifica les dades a Wikidata |
|        | cabana del Mestre                  | Isona i Conca Dellà | cabana       |               | 42° 08′ 59″ N, 0° 58′ 11″ E / 42.1496063637771°N,0.969733161316685°E |           |                     | Modifica les dades a Wikidata |
|        | cabana del Moliner                 | Isona i Conca Dellà | cabana       |               | 42° 08′ 27″ N, 0° 57′ 38″ E / 42.1407620505126°N,0.960565224767425°E |           |                     | Modifica les dades a Wikidata |
|        | cabana del Molí                    | Isona i Conca Dellà | cabana       |               | 42° 08′ 24″ N, 0° 59′ 45″ E / 42.1400576299982°N,0.995703586713154°E |           |                     | Modifica les dades a Wikidata |
|        | cabana del Montanyès               | Isona i Conca Dellà | cabana       |               | 42° 06′ 28″ N, 1° 01′ 23″ E / 42.1078869801649°N,1.02311984004948°E  |           |                     | Modifica les dades a Wikidata |
|        | cabana del Peió                    | Isona i Conca Dellà | cabana       |               | 42° 08′ 35″ N, 0° 58′ 25″ E / 42.14297222°N,0.97358333°E 532.5 msnm  |           |                     | Modifica les dades a Wikidata |
|        | cabana del Pere                    | Isona i Conca Dellà | cabana       |               | 42° 08′ 35″ N, 0° 57′ 52″ E / 42.1431836463106°N,0.964565555730347°E |           |                     | Modifica les dades a Wikidata |
|        | cabana del Peret de la Mundeta     | Isona i Conca Dellà | cabana       |               | 42° 06′ 11″ N, 1° 02′ 52″ E / 42.1031303014442°N,1.04774499868198°E  |           |                     | Modifica les dades a Wikidata |
|        | cabana del Perut                   | Isona i Conca Dellà | cabana       |               | 42° 08′ 39″ N, 0° 57′ 42″ E / 42.1440960340991°N,0.961680414559019°E |           |                     | Modifica les dades a Wikidata |
|        | cabana del Pui de la Serra de Teró | Isona i Conca Dellà | cabana       |               | 42° 08′ 54″ N, 0° 58′ 17″ E / 42.1483196474908°N,0.971323363829906°E |           |                     | Modifica les dades a Wikidata |
|        | cabana del Ribera                  | Isona i Conca Dellà | cabana       |               | 42° 06′ 32″ N, 1° 03′ 41″ E / 42.1089836822042°N,1.06152258718001°E  |           |                     | Modifica les dades a Wikidata |
|        | cabana del Roi                     | Isona i Conca Dellà | cabana       |               | 42° 08′ 43″ N, 0° 57′ 52″ E / 42.145397829857°N,0.964494602896611°E  |           |                     | Modifica les dades a Wikidata |
|        | cabana del Serni                   | Isona i Conca Dellà | cabana       |               | 42° 05′ 41″ N, 1° 05′ 42″ E / 42.0946863433667°N,1.09510227645064°E  |           |                     | Modifica les dades a Wikidata |
|        | cabana del Simon                   | Isona i Conca Dellà | cabana       |               | 42° 06′ 30″ N, 1° 00′ 12″ E / 42.1083254387743°N,1.00319864024783°E  |           |                     | Modifica les dades a Wikidata |
|        | cabana del Tardà                   | Isona i Conca Dellà | cabana       |               | 42° 07′ 29″ N, 0° 57′ 58″ E / 42.1247569500615°N,0.966050946169247°E |           |                     | Modifica les dades a Wikidata |
|        | cabana del Turumba                 | Isona i Conca Dellà | cabana       |               | 42° 05′ 56″ N, 1° 06′ 57″ E / 42.0987919409953°N,1.11575473796595°E  |           |                     | Modifica les dades a Wikidata |
|        | cabana del Vilant                  | Isona i Conca Dellà | cabana       |               | 42° 08′ 47″ N, 0° 57′ 58″ E / 42.1463697308809°N,0.965976172021276°E |           |                     | Modifica les dades a Wikidata |
|        | cobert del Llenguero               | Isona i Conca Dellà | cabana       |               | 42° 07′ 15″ N, 1° 01′ 47″ E / 42.1208233686548°N,1.02962495482853°E  |           |                     | Modifica les dades a Wikidata |
|        | cobert del Tartera                 | Isona i Conca Dellà | cabana       |               | 42° 07′ 26″ N, 1° 03′ 26″ E / 42.1238796314209°N,1.05726978856243°E  |           |                     | Modifica les dades a Wikidata |
|        | cobert del Tino                    | Isona i Conca Dellà | cabana       |               | 42° 07′ 12″ N, 1° 01′ 00″ E / 42.120016801927°N,1.01679110904381°E   |           |                     | Modifica les dades a Wikidata |
|        | corral del Muntanyès               | Isona i Conca Dellà | cabana       |               | 42° 06′ 02″ N, 1° 00′ 53″ E / 42.1005447875526°N,1.01464101740666°E  |           |                     | Modifica les dades a Wikidata |
|        | corral del Salinoves               | Isona i Conca Dellà | cabana       |               | 42° 04′ 29″ N, 1° 05′ 53″ E / 42.0746445744344°N,1.09815582330475°E  |           |                     | Modifica les dades a Wikidata |
|        | era de Baulies                     | Isona i Conca Dellà | cabana       |               | 42° 05′ 11″ N, 1° 04′ 14″ E / 42.0863332100986°N,1.07057908099922°E  |           |                     | Modifica les dades a Wikidata |
|        | era de Roseto                      | Isona i Conca Dellà | cabana       |               | 42° 07′ 08″ N, 1° 00′ 50″ E / 42.118949684934°N,1.01393332352674°E   |           |                     | Modifica les dades a Wikidata |
|        | era del Caravall                   | Isona i Conca Dellà | cabana       |               | 42° 04′ 24″ N, 1° 05′ 42″ E / 42.07337664186°N,1.09501456450265°E    |           |                     | Modifica les dades a Wikidata |
|        | era del Pateu                      | Isona i Conca Dellà | cabana       |               | 42° 04′ 11″ N, 1° 05′ 33″ E / 42.0697574516063°N,1.09237901567674°E  |           |                     | Modifica les dades a Wikidata |
|        | eres dels Segalassos               | Isona i Conca Dellà | cabana       |               | 42° 07′ 56″ N, 0° 59′ 27″ E / 42.1321726982676°N,0.990798105138069°E |           |                     | Modifica les dades a Wikidata |
|        | les Eres                           | Isona i Conca Dellà | cabana       |               | 42° 07′ 55″ N, 0° 59′ 44″ E / 42.131870499386°N,0.995659352484149°E  |           |                     | Modifica les dades a Wikidata |
|        | lo Masiot                          | Isona i Conca Dellà | cabana       |               | 42° 04′ 02″ N, 1° 04′ 42″ E / 42.067225561531°N,1.07827708273479°E   |           |                     | Modifica les dades a Wikidata |

## carretera
| imatge | Nom     | Ubicat a                                                            | instància de | Detalls | coordenades                                        | Protecció | Commons (més fotos) | Dades a WD                    |
| ------ | ------- | ------------------------------------------------------------------- | ------------ | ------- | -------------------------------------------------- | --------- | ------------------- | ----------------------------- |
|        | C-1412b | Ponts la Baronia de Rialb Artesa de Segre Isona i Conca Dellà Tremp | carretera    |         | 41° 55′ 20″ N, 1° 11′ 33″ E / 41.9223°N,1.19262°E  |           |                     | Modifica les dades a Wikidata |
|        | L-911   | Isona i Conca Dellà Gavet de la Conca                               | carretera    |         | 42° 03′ 18″ N, 1° 05′ 23″ E / 42.055°N,1.0896°E    |           |                     | Modifica les dades a Wikidata |
|        | LV-5112 | Isona i Conca Dellà                                                 | carretera    |         | 42° 07′ 57″ N, 0° 59′ 01″ E / 42.1325°N,0.983538°E |           |                     | Modifica les dades a Wikidata |

## casa
| imatge | Nom                                     | Ubicat a            | instància de | Detalls                                  | coordenades                                                                                           | Protecció                                  | Commons (més fotos)                     | Dades a WD                    |
| ------ | --------------------------------------- | ------------------- | ------------ | ---------------------------------------- | --- | ------------------------------------------ | --------------------------------------- | ----------------------------- |
|        | ca l'Adroguer                           | Isona i Conca Dellà | casa         | Estil: arquitectura popular 18th century | 42° 07′ 02″ N, 1° 02′ 40″ E / 42.117186°N,1.044569°E ca:Plaça del Pi, 1, Isona 659 msnm               | bé integrant del patrimoni cultural català | Ca l'Adroguer (Isona i Conca Dellà)     | Modifica les dades a Wikidata |
|        | can Llinars                             | Isona i Conca Dellà | casa         | Estil: arquitectura popular 17th century | 42° 06′ 48″ N, 1° 04′ 55″ E / 42.113222222222°N,1.082°E ca:Al costat de l'església de Llordà 790 msnm | bé integrant del patrimoni cultural català | Can Llinars (Llordà)                    | Modifica les dades a Wikidata |
|        | can Ximelis                             | Isona i Conca Dellà | casa         | Estil: arquitectura popular              | 42° 07′ 00″ N, 1° 02′ 37″ E / 42.116767°N,1.043487°E ca:Plaça del Bisbe Badia, 18, Isona              | bé integrant del patrimoni cultural català | Can Ximelis                             | Modifica les dades a Wikidata |
|        | casa a la plaça Major, 12               | Isona i Conca Dellà | casa         | Estil: arquitectura popular 14th century | 42° 07′ 08″ N, 1° 00′ 44″ E / 42.119013°N,1.012251°E ca:Plaça Major, 12, Conques 584 msnm             | bé integrant del patrimoni cultural català | Casa a la plaça Major, 12 (Conques)     | Modifica les dades a Wikidata |
|        | casa del Metge Serra                    | Isona i Conca Dellà | casa         | Estil: arquitectura popular 17th century | 42° 07′ 02″ N, 1° 02′ 38″ E / 42.117108°N,1.04393°E ca:Plaça de l'Assumpció, 9, Isona                 | bé integrant del patrimoni cultural català | Casa del Metge Serra                    | Modifica les dades a Wikidata |
|        | casa pairal al carrer Sant Josep, 12    | Isona i Conca Dellà | casa         | Estil: arquitectura popular 17th century | 42° 07′ 01″ N, 1° 02′ 40″ E / 42.116943°N,1.044329°E ca:Carrer de Sant Josep, 12, Isona 659 msnm      | bé integrant del patrimoni cultural català | Casa pairal al carrer Sant Josep, 12    | Modifica les dades a Wikidata |
|        | habitatge a la plaça del Bisbe Badia, 6 | Isona i Conca Dellà | casa         | Estil: arquitectura popular 17th century | 42° 07′ 01″ N, 1° 02′ 37″ E / 42.117038°N,1.043533°E ca:Plaça del Bisbe Badia, 6, Isona 660 msnm      | bé integrant del patrimoni cultural català | Habitatge a la plaça del Bisbe Badia, 6 | Modifica les dades a Wikidata |

## castell
| imatge | Nom                             | Ubicat a            | instància de                 | Detalls                                                 | coordenades                                                                               | Protecció                                            | Commons (més fotos)                         | Dades a WD                    |
| ------ | ------------------------------- | ------------------- | ---------------------------- | ------------------------------------------------------- | ----------------------------------------------------------------------------------------- | ---------------------------------------------------- | ------------------------------------------- | ----------------------------- |
|        | Castell d'Orcau                 | Isona i Conca Dellà | castell                      | Estil: arquitectura romànica 1010                       | 42° 09′ 57″ N, 0° 58′ 58″ E / 42.165868°N,0.982714°E ca:Costa del Castell, Orcau 887 msnm | bé d'interès cultural bé cultural d'interès nacional | Castell d'Orcau                             | Modifica les dades a Wikidata |
|        | Castell de Basturs              | Isona i Conca Dellà | castell                      |                                                         | 42° 09′ 18″ N, 1° 00′ 53″ E / 42.155°N,1.01472222°E 675 msnm                              |                                                      | Castell de Basturs                          | Modifica les dades a Wikidata |
|        | Castell de Benavent de la Conca | Isona i Conca Dellà | castell                      | Estil: arquitectura romànica 11st century Estat: ruïnós | 42° 04′ 31″ N, 1° 05′ 51″ E / 42.07527778°N,1.0975°E 1008 msnm                            |                                                      | Castell de Benavent de la Conca             | Modifica les dades a Wikidata |
|        | Castell de Biscarri             | Isona i Conca Dellà | castell                      | Estil: arquitectura romànica 11st century               | 42° 06′ 29″ N, 1° 06′ 00″ E / 42.10805556°N,1.1°E 939 msnm                                |                                                      | Castell de Biscarri                         | Modifica les dades a Wikidata |
|        | Castell de Castelltallat        | Isona i Conca Dellà | castell                      | Estil: arquitectura popular                             | 42° 07′ 07″ N, 0° 59′ 45″ E / 42.118666°N,0.995812°E ca:A ponent de Conques 580 msnm      | bé cultural d'interès nacional bé d'interès cultural | Castell de Castelltallat                    | Modifica les dades a Wikidata |
|        | Castell de Conques              | Isona i Conca Dellà | castell                      | Estil: arquitectura romànica                            | 42° 07′ 10″ N, 1° 00′ 39″ E / 42.11954°N,1.0109°E ca:Al turó de Conques 633 msnm          | bé d'interès cultural bé cultural d'interès nacional | Castell de Conques                          | Modifica les dades a Wikidata |
|        | Castell de Galliner             | Isona i Conca Dellà | castell jaciment arqueològic | Estil: arquitectura romànica                            | 42° 11′ 02″ N, 0° 56′ 33″ E / 42.1839°N,0.9425°E 823 msnm                                 | bé cultural d'interès nacional                       |                                             | Modifica les dades a Wikidata |
|        | Castell de Llordà               | Isona i Conca Dellà | castell                      | Estil: arquitectura romànica 11st century               | 42° 06′ 59″ N, 1° 05′ 27″ E / 42.116394°N,1.09072°E ca:Al serrat de Llordà 944 msnm       | bé d'interès cultural bé cultural d'interès nacional | Castell de Llordà                           | Modifica les dades a Wikidata |
|        | Castell de Montesquiu           | Isona i Conca Dellà | castell                      | Estil: arquitectura romànica 11st century               | 42° 10′ 40″ N, 0° 58′ 09″ E / 42.177687°N,0.969262°E 718 msnm                             |                                                      | Castell de Montesquiu (Isona i Conca Dellà) | Modifica les dades a Wikidata |
|        | Castell de Sant Romà d'Abella   | Isona i Conca Dellà | castell                      | Estil: arquitectura romànica 11st century Estat: ruïnós | 42° 08′ 33″ N, 1° 02′ 25″ E / 42.142464°N,1.040262°E 699 msnm                             |                                                      | Castell de Sant Romà d'Abella               | Modifica les dades a Wikidata |

## collada
| imatge | Nom                      | Ubicat a                            | instància de | Detalls | coordenades                                                          | Protecció | Commons (més fotos)                            | Dades a WD                    |
| ------ | ------------------------ | ----------------------------------- | ------------ | ------- | -------------------------------------------------------------------- | --------- | ---------------------------------------------- | ----------------------------- |
|        | Coll d'Orcau             | Isona i Conca Dellà                 | collada      |         | 42° 10′ 11″ N, 0° 58′ 21″ E / 42.16969444°N,0.97261111°E 870.8 msnm  |           |                                                | Modifica les dades a Wikidata |
|        | Coll de Comiols          | Isona i Conca Dellà Artesa de Segre | collada      |         | 42° 03′ 18″ N, 1° 05′ 23″ E / 42.05505556°N,1.08980556°E 1101 msnm   |           | Coll de Comiols                                | Modifica les dades a Wikidata |
|        | Coll de Madrona          | Isona i Conca Dellà                 | collada      |         | 42° 05′ 53″ N, 1° 07′ 26″ E / 42.09794444°N,1.124°E                  |           |                                                | Modifica les dades a Wikidata |
|        | Coll de Prat (Siall)     | Isona i Conca Dellà                 | collada      |         | 42° 07′ 03″ N, 1° 08′ 16″ E / 42.11761111°N,1.13766667°E 1304.2 msnm |           |                                                | Modifica les dades a Wikidata |
|        | Pas Estret de Montesquiu | Isona i Conca Dellà                 | collada      |         | 42° 10′ 25″ N, 0° 57′ 52″ E / 42.17352778°N,0.96438889°E 790.9 msnm  |           | Pas Estret de Montesquiu (Isona i Conca Dellà) | Modifica les dades a Wikidata |
|        | Pas de Llebre            | Isona i Conca Dellà                 | collada      |         | 42° 10′ 19″ N, 1° 00′ 06″ E / 42.172°N,1.00158°E 946.2 msnm          |           |                                                | Modifica les dades a Wikidata |
|        | la Collada (Conques)     | Isona i Conca Dellà                 | collada      |         | 42° 05′ 47″ N, 1° 00′ 28″ E / 42.0965°N,1.00783°E 652.9 msnm         |           |                                                | Modifica les dades a Wikidata |

## cova
| imatge | Nom               | Ubicat a                                | instància de | Detalls | coordenades                                                         | Protecció | Commons (més fotos) | Dades a WD                    |
| ------ | ----------------- | --------------------------------------- | ------------ | ------- | ------------------------------------------------------------------- | --------- | ------------------- | ----------------------------- |
|        | Cambretes del Mas | Isona i Conca Dellà                     | cova         |         | 42° 07′ 06″ N, 1° 00′ 15″ E / 42.1182752257121°N,1.00413211038175°E |           |                     | Modifica les dades a Wikidata |
|        | l'Altar del Músic | Isona i Conca Dellà la Baronia de Rialb | cova         |         | 42° 04′ 07″ N, 1° 05′ 58″ E / 42.06852778°N,1.09958333°E 1150 msnm  |           |                     | Modifica les dades a Wikidata |

## curs d'aigua
| imatge | Nom                             | Ubicat a                                                       | instància de | Detalls                                               | coordenades                                                                                                  | Protecció | Commons (més fotos)      | Dades a WD                    |
| ------ | ------------------------------- | -------------------------------------------------------------- | ------------ | ----------------------------------------------------- | --- | --------- | ------------------------ | ----------------------------- |
|        | Barranc de Fontlledó            | Isona i Conca Dellà                                            | curs d'aigua | Desemboca: riu del Llinar Llarg: 1.5km                | 42° 07′ 57″ N, 1° 08′ 20″ E / 42.1325°N,1.13895°E                                                            |           |                          | Modifica les dades a Wikidata |
|        | Barranc de Francolí             | Isona i Conca Dellà                                            | curs d'aigua | Desemboca: riu de Conques Llarg: 2km                  | 42° 06′ 32″ N, 1° 05′ 18″ E / 42.10882°N,1.08835°E 42° 05′ 39″ N, 1° 02′ 45″ E / 42.09422°N,1.045778°E       |           | Barranc de Francolí      | Modifica les dades a Wikidata |
|        | Barranc de Rater                | Isona i Conca Dellà                                            | curs d'aigua | Desemboca: Barranc de Francolí Llarg: 3.3km           | 42° 07′ 24″ N, 1° 05′ 57″ E / 42.123301°N,1.099135°E 42° 06′ 25″ N, 1° 04′ 33″ E / 42.106897°N,1.07592°E     |           | Barranc de Rater         | Modifica les dades a Wikidata |
|        | Barranc de Riassó               | Isona i Conca Dellà                                            | curs d'aigua | Desemboca: riu de Conques Llarg: 2.5km                | 42° 09′ 05″ N, 0° 59′ 19″ E / 42.1513°N,0.988694°E                                                           |           |                          | Modifica les dades a Wikidata |
|        | Barranc de la Bassa (Isona)     | Isona i Conca Dellà                                            | curs d'aigua | Llarg: 4km                                            | 42° 07′ 43″ N, 1° 08′ 23″ E / 42.1287°N,1.1396°E                                                             |           |                          | Modifica les dades a Wikidata |
|        | Barranc de la Boïga             | Isona i Conca Dellà                                            | curs d'aigua | Desemboca: riu de Conques Llarg: 3.5km                | 42° 08′ 07″ N, 1° 01′ 51″ E / 42.13524°N,1.030952°E 42° 06′ 34″ N, 1° 01′ 08″ E / 42.109402°N,1.018901°E     |           | Barranc de la Boïga      | Modifica les dades a Wikidata |
|        | Barranc de la Cabana del Soldat | Isona i Conca Dellà                                            | curs d'aigua | Desemboca: riu de Conques Llarg: 3.5km                | 42° 05′ 54″ N, 0° 59′ 34″ E / 42.0984°N,0.992842°E                                                           |           |                          | Modifica les dades a Wikidata |
|        | Barranc de la Colomera          | Isona i Conca Dellà                                            | curs d'aigua | Desemboca: riu de Conques Llarg: 9km                  | 42° 06′ 10″ N, 1° 01′ 34″ E / 42.1027°N,1.02606°E                                                            |           |                          | Modifica les dades a Wikidata |
|        | Barranc de la Costa Gran        | Isona i Conca Dellà                                            | curs d'aigua | Desemboca: riu d'Abella Llarg: 6km                    | 42° 08′ 34″ N, 0° 59′ 48″ E / 42.1429°N,0.996569°E                                                           |           |                          | Modifica les dades a Wikidata |
|        | Barranc de la Cultia            | Isona i Conca Dellà                                            | curs d'aigua | Llarg: 1km                                            | 42° 10′ 43″ N, 1° 01′ 28″ E / 42.1786°N,1.02454°E                                                            |           |                          | Modifica les dades a Wikidata |
|        | Barranc de la Font dels Cóms    | Isona i Conca Dellà                                            | curs d'aigua | Llarg: 3km                                            | 42° 01′ 12″ N, 1° 05′ 05″ E / 42.01995278°N,1.08468417°E                                                     |           |                          | Modifica les dades a Wikidata |
|        | Barranc de la Jona              | Isona i Conca Dellà                                            | curs d'aigua | Llarg: 6km                                            | 42° 00′ 21″ N, 1° 04′ 32″ E / 42.0058833333°N,1.07544722222°E                                                |           |                          | Modifica les dades a Wikidata |
|        | Barranc de la Rovira (Conques)  | Isona i Conca Dellà Gavet de la Conca                          | curs d'aigua | Desemboca: riu de Conques Llarg: 3.5km                | 42° 03′ 34″ N, 1° 00′ 24″ E / 42.059346°N,1.006792°E 42° 06′ 20″ N, 1° 01′ 23″ E / 42.105447°N,1.023168°E    |           |                          | Modifica les dades a Wikidata |
|        | Barranc de la Torre (Conques)   | Isona i Conca Dellà                                            | curs d'aigua | Desemboca: barranc de Guixers Llarg: 3km              | 42° 05′ 43″ N, 0° 58′ 05″ E / 42.09524167°N,0.96793278°E                                                     |           |                          | Modifica les dades a Wikidata |
|        | Barranc de la Viella            | Abella de la Conca Isona i Conca Dellà                         | curs d'aigua | Desemboca: riu d'Abella Llarg: 3.5km                  | 42° 09′ 54″ N, 1° 03′ 29″ E / 42.164998°N,1.058191°E 42° 08′ 49″ N, 1° 01′ 57″ E / 42.146907°N,1.03238°E     |           | Barranc de la Viella     | Modifica les dades a Wikidata |
|        | Barranc de les Valls (Isona)    | Isona i Conca Dellà                                            | curs d'aigua | Desemboca: Barranc de Francolí Llarg: 3.5km           | 42° 07′ 03″ N, 1° 06′ 07″ E / 42.1176°N,1.10206°E                                                            |           |                          | Modifica les dades a Wikidata |
|        | Barranc del Lliró               | Isona i Conca Dellà                                            | curs d'aigua | Llarg: 3km                                            | 42° 06′ 16″ N, 1° 08′ 47″ E / 42.1045°N,1.14636°E                                                            |           |                          | Modifica les dades a Wikidata |
|        | Noguera Pallaresa               | Vall d'Aran Pallars Sobirà Pallars Jussà Noguera               | curs d'aigua | Desemboca: Segre Llarg: 154km Conca: 2820km²          | 41° 54′ 23″ N, 0° 53′ 24″ E / 41.9064°N,0.8901°E 42° 42′ 43″ N, 0° 56′ 58″ E / 42.71185°N,0.94951944444444°E |           | Noguera Pallaresa        | Modifica les dades a Wikidata |
|        | Segla de les Bassades           | Isona i Conca Dellà                                            | curs d'aigua | Desemboca: riu de Conques Llarg: 4.2km                | 42° 08′ 22″ N, 1° 00′ 37″ E / 42.139519°N,1.0104°E 42° 06′ 50″ N, 0° 58′ 45″ E / 42.113992°N,0.979254°E      |           | Segla de les Bassades    | Modifica les dades a Wikidata |
|        | barranc de Ferruat              | Isona i Conca Dellà                                            | curs d'aigua | Desemboca: torrent del Barril Llarg: 1.7km            | 42° 06′ 20″ N, 1° 06′ 41″ E / 42.105548°N,1.111317°E 42° 06′ 37″ N, 1° 05′ 41″ E / 42.110353°N,1.094725°E    |           | Barranc de Ferruat       | Modifica les dades a Wikidata |
|        | barranc de Gula                 | Isona i Conca Dellà                                            | curs d'aigua | Desemboca: riu de Conques Llarg: 2.5km Conca: 6.03km² | 42° 04′ 51″ N, 1° 05′ 18″ E / 42.0808°N,1.08821°E                                                            |           |                          | Modifica les dades a Wikidata |
|        | barranc de Rubiol               | Isona i Conca Dellà                                            | curs d'aigua | Desemboca: barranc de la Podega Llarg: 1.5km          | 42° 10′ 15″ N, 0° 58′ 02″ E / 42.170895°N,0.967213°E 42° 11′ 14″ N, 0° 57′ 36″ E / 42.187299°N,0.960015°E    |           | Barranc de Rubiol        | Modifica les dades a Wikidata |
|        | barranc de la Podega            | Isona i Conca Dellà                                            | curs d'aigua | Desemboca: Noguera Pallaresa Llarg: 4km               | 42° 10′ 33″ N, 1° 00′ 22″ E / 42.175946°N,1.006025°E 42° 11′ 26″ N, 0° 57′ 32″ E / 42.190633°N,0.958854°E    |           | Barranc de la Podega     | Modifica les dades a Wikidata |
|        | barranc del Mas de Mitjà        | Isona i Conca Dellà Abella de la Conca                         | curs d'aigua | Desemboca: riu de Conques Llarg: 9.5km                | 42° 08′ 48″ N, 1° 06′ 21″ E / 42.146737°N,1.105706°E 42° 06′ 28″ N, 1° 01′ 20″ E / 42.107663°N,1.022106°E    |           | Barranc del Mas de Mitjà | Modifica les dades a Wikidata |
|        | barranc dels Boïgots            | Isona i Conca Dellà                                            | curs d'aigua | Llarg: 2km                                            | 42° 03′ 42″ N, 1° 04′ 24″ E / 42.0616°N,1.07344°E                                                            |           |                          | Modifica les dades a Wikidata |
|        | llau de Font Gotellera          | Isona i Conca Dellà                                            | curs d'aigua | Desemboca: riu de Conques Llarg: 2km                  | 42° 07′ 06″ N, 0° 56′ 58″ E / 42.1182°N,0.949522°E                                                           |           |                          | Modifica les dades a Wikidata |
|        | llau de Vall d'en Pere          | Isona i Conca Dellà                                            | curs d'aigua | Desemboca: barranc dels Corrals Llarg: 6km            | 42° 09′ 25″ N, 1° 00′ 39″ E / 42.157°N,1.01083°E                                                             |           |                          | Modifica les dades a Wikidata |
|        | llau dels Juncs                 | Isona i Conca Dellà                                            | curs d'aigua |                                                       | 42° 08′ 20″ N, 0° 57′ 36″ E / 42.1388°N,0.959889°E                                                           |           |                          | Modifica les dades a Wikidata |
|        | riu d'Abella                    | Abella de la Conca Isona i Conca Dellà Tremp Gavet de la Conca | curs d'aigua | Desemboca: riu de Conques Llarg: 24km                 | 42° 10′ 37″ N, 1° 08′ 43″ E / 42.176834°N,1.145205°E 42° 07′ 22″ N, 0° 55′ 41″ E / 42.122735°N,0.92812°E     |           | Riu d'Abella             | Modifica les dades a Wikidata |
|        | riu de Conques                  | Gavet de la Conca Isona i Conca Dellà                          | curs d'aigua | Desemboca: Noguera Pallaresa Llarg: 27km              | 42° 03′ 13″ N, 1° 00′ 38″ E / 42.053653°N,1.010622°E 42° 07′ 25″ N, 0° 54′ 07″ E / 42.12355°N,0.902028°E     |           | Riu de Conques           | Modifica les dades a Wikidata |
|        | riu de la Pedra                 | Isona i Conca Dellà                                            | curs d'aigua | Desemboca: riu de Conques Llarg: 4.5km Conca: 5.68km² | 42° 05′ 29″ N, 1° 03′ 11″ E / 42.0914°N,1.05319°E                                                            |           |                          | Modifica les dades a Wikidata |
|        | riu del Llinar                  | Isona i Conca Dellà                                            | curs d'aigua | Desemboca: Barranc de la Colomera Llarg: 6km          | 42° 07′ 53″ N, 1° 05′ 44″ E / 42.1315°N,1.09564°E                                                            |           |                          | Modifica les dades a Wikidata |
|        | torrent del Barril              | Isona i Conca Dellà                                            | curs d'aigua | Desemboca: Barranc de Francolí Llarg: 3.5km           | 42° 06′ 30″ N, 1° 07′ 18″ E / 42.108272°N,1.121728°E 42° 06′ 32″ N, 1° 05′ 18″ E / 42.108815°N,1.088367°E    |           | Torrent del Barril       | Modifica les dades a Wikidata |
|        | torrent del Carant              | Isona i Conca Dellà                                            | curs d'aigua |                                                       | 42° 08′ 38″ N, 0° 58′ 40″ E / 42.1439°N,0.977778°E                                                           |           |                          | Modifica les dades a Wikidata |

## edifici
| imatge | Nom                              | Ubicat a            | instància de  | Detalls                        | coordenades                                                                                              | Protecció                                  | Commons (més fotos)                    | Dades a WD                    |
| ------ | -------------------------------- | ------------------- | ------------- | ------------------------------ | --- | ------------------------------------------ | -------------------------------------- | ----------------------------- |
|        | Cambretes del Mas                | Isona i Conca Dellà | edifici       |                                | 42° 07′ 07″ N, 1° 00′ 11″ E / 42.1185°N,1.00317°E                                                        |                                            |                                        | Modifica les dades a Wikidata |
|        | Casa de l'Abadia                 | Isona i Conca Dellà | edifici       | Estil: arquitectura popular    | 42° 09′ 48″ N, 0° 58′ 54″ E / 42.16325°N,0.98157°E                                                       | bé integrant del patrimoni cultural català |                                        | Modifica les dades a Wikidata |
|        | Museu de la Conca Dellà          | Isona i Conca Dellà | edifici museu | 1990                           | 42° 07′ 06″ N, 1° 02′ 43″ E / 42.11836611°N,1.04516389°E                                                 |                                            | Museu de la Conca Dellà - Parc Cretaci | Modifica les dades a Wikidata |
|        | Passatge                         | Isona i Conca Dellà | edifici       | Estil: arquitectura popular    | 42° 07′ 51″ N, 0° 59′ 39″ E / 42.130724°N,0.994191°E                                                     | bé integrant del patrimoni cultural català |                                        | Modifica les dades a Wikidata |
|        | cafè Modern                      | Isona i Conca Dellà | edifici       | Estil: arquitectura modernista | 42° 06′ 59″ N, 1° 02′ 39″ E / 42.116388888889°N,1.0441666666667°E ca:Plaça del Portal, 5, Isona 654 msnm | bé cultural d'interès local                | Cafè Modern (Isona)                    | Modifica les dades a Wikidata |
|        | pallers dels Masos de Sant Martí | Isona i Conca Dellà | edifici       | Estil: arquitectura popular    | 42° 05′ 54″ N, 1° 03′ 55″ E / 42.098377°N,1.065228°E ca:Els Masos de Sant Martí 654 msnm                 | bé integrant del patrimoni cultural català | Pallers dels Masos de Sant Martí       | Modifica les dades a Wikidata |

## entitat singular de població
| imatge | Nom                     | Ubicat a            | instància de                                   | Detalls | coordenades                                                       | Protecció | Commons (més fotos)             | Dades a WD                    |
| ------ | ----------------------- | ------------------- | ---------------------------------------------- | ------- | ----------------------------------------------------------------- | --------- | ------------------------------- | ----------------------------- |
|        | Basturs                 | Isona i Conca Dellà | entitat singular de població                   | 24 hab  | 42° 09′ 09″ N, 1° 00′ 46″ E / 42.152606°N,1.012812°E 632 msnm     |           | Basturs                         | Modifica les dades a Wikidata |
|        | Benavent de la Conca    | Isona i Conca Dellà | entitat singular de població                   | 23 hab  | 42° 04′ 24″ N, 1° 05′ 48″ E / 42.073436°N,1.096638°E 1004 msnm    |           | Benavent de la Conca            | Modifica les dades a Wikidata |
|        | Biscarri                | Isona i Conca Dellà | entitat singular de població                   | 44 hab  | 42° 05′ 43″ N, 1° 05′ 48″ E / 42.09514°N,1.096532°E 928 msnm      |           | Biscarri                        | Modifica les dades a Wikidata |
|        | Conques                 | Isona i Conca Dellà | entitat singular de població                   | 100 hab | 42° 07′ 09″ N, 1° 00′ 44″ E / 42.119243°N,1.012349°E 584 msnm     |           | Conques (Conca Dellà)           | Modifica les dades a Wikidata |
|        | Covet                   | Isona i Conca Dellà | entitat singular de població                   | 5 hab   | 42° 05′ 15″ N, 1° 04′ 14″ E / 42.087569°N,1.070482°E 711 msnm     |           | Covet                           | Modifica les dades a Wikidata |
|        | Figuerola d'Orcau       | Isona i Conca Dellà | entitat singular de població                   | 183 hab | 42° 07′ 50″ N, 0° 59′ 41″ E / 42.130586°N,0.994683°E 553 msnm     |           | Figuerola d'Orcau               | Modifica les dades a Wikidata |
|        | Gramenet                | Isona i Conca Dellà | entitat singular de població                   | 3 hab   | 42° 04′ 19″ N, 1° 04′ 19″ E / 42.072083°N,1.071824°E 732 msnm     |           | Gramenet (Benavent de la Conca) | Modifica les dades a Wikidata |
|        | Isona                   | Isona i Conca Dellà | entitat singular de població capital municipal | 566 hab | 42° 07′ 01″ N, 1° 02′ 38″ E / 42.117005°N,1.043858°E 660 msnm     |           | Isona                           | Modifica les dades a Wikidata |
|        | Llordà                  | Isona i Conca Dellà | entitat singular de població                   | 5 hab   | 42° 06′ 48″ N, 1° 04′ 57″ E / 42.113414°N,1.082374°E 790 msnm     |           | Llordà                          | Modifica les dades a Wikidata |
|        | Montadó                 | Isona i Conca Dellà | entitat singular de població                   | 1 hab   | 42° 01′ 02″ N, 1° 04′ 47″ E / 42.017282°N,1.079834°E 897 msnm     |           | Montadó                         | Modifica les dades a Wikidata |
|        | Orcau                   | Isona i Conca Dellà | entitat singular de població                   | 15 hab  | 42° 09′ 48″ N, 0° 58′ 56″ E / 42.163272°N,0.982097°E 753 msnm     |           | Orcau                           | Modifica les dades a Wikidata |
|        | Sant Romà d'Abella      | Isona i Conca Dellà | entitat singular de població                   | 68 hab  | 42° 08′ 29″ N, 1° 02′ 24″ E / 42.141501°N,1.040016°E 683 msnm     |           | Sant Romà d'Abella              | Modifica les dades a Wikidata |
|        | Siall                   | Isona i Conca Dellà | entitat singular de població                   | 5 hab   | 42° 07′ 43″ N, 1° 06′ 43″ E / 42.128713°N,1.111962°E 1108 msnm    |           | Siall                           | Modifica les dades a Wikidata |
|        | els Masos de Sant Martí | Isona i Conca Dellà | entitat singular de població                   | 0 hab   | 42° 05′ 54″ N, 1° 03′ 58″ E / 42.09833333°N,1.06611111°E 654 msnm |           | Els Masos de Sant Martí         | Modifica les dades a Wikidata |

## església
| imatge | Nom                                          | Ubicat a            | instància de     | Detalls                                                                                   | coordenades                                                                                  | Protecció                                            | Commons (més fotos)                         | Dades a WD                    |
| ------ | -------------------------------------------- | ------------------- | ---------------- | ----------------------------------------------------------------------------------------- | -------------------------------------------------------------------------------------------- | ---------------------------------------------------- | ------------------------------------------- | ----------------------------- |
|        | Mare de Deu del Prat de Figuerola d'Orcau    | Isona i Conca Dellà | església         | Estil: arquitectura popular                                                               | 42° 07′ 52″ N, 0° 59′ 46″ E / 42.131109°N,0.996157°E                                         | bé integrant del patrimoni cultural català           | Mare de Déu del Prat de Figuerola d'Orcau   | Modifica les dades a Wikidata |
|        | Mare de Déu d'Àrnic                          | Isona i Conca Dellà | església capella |                                                                                           | 42° 09′ 57″ N, 1° 00′ 53″ E / 42.16583333°N,1.01486111°E 690 msnm                            |                                                      |                                             | Modifica les dades a Wikidata |
|        | Mare de Déu de la Pietat del Castell d'Orcau | Isona i Conca Dellà | església         |                                                                                           | 42° 10′ 05″ N, 0° 59′ 02″ E / 42.16805556°N,0.98388889°E                                     |                                                      | Apostles from Orcau                         | Modifica les dades a Wikidata |
|        | Mare de Déu de la Posa                       | Isona i Conca Dellà | església         | Estil: arquitectura romànica                                                              | 42° 07′ 32″ N, 1° 04′ 41″ E / 42.125619°N,1.078099°E                                         | bé integrant del patrimoni cultural català           | Mare de Déu de la Posa                      | Modifica les dades a Wikidata |
|        | Mare de Déu de la Vilavella de Basturs       | Isona i Conca Dellà | església         | Estil: arquitectura romànica 12nd century Estat: ruïnós                                   | 42° 10′ 30″ N, 1° 00′ 31″ E / 42.175066°N,1.0085°E 1020 msnm                                 |                                                      | Mare de Déu de la Vilavella de Basturs      | Modifica les dades a Wikidata |
|        | Mare de Déu de les Esplugues                 | Isona i Conca Dellà | església         |                                                                                           | 42° 07′ 58″ N, 1° 01′ 38″ E / 42.13277778°N,1.02722222°E 671 msnm                            |                                                      | Santuari de la Mare de Déu de les Esplugues | Modifica les dades a Wikidata |
|        | Sant Andreu de Biscarri                      | Isona i Conca Dellà | església         | Estil: arquitectura romànica                                                              | 42° 06′ 24″ N, 1° 05′ 53″ E / 42.106752°N,1.098002°E                                         | bé integrant del patrimoni cultural català           | Sant Andreu de Biscarri                     | Modifica les dades a Wikidata |
|        | Sant Andreu de Llordà                        | Isona i Conca Dellà | església         | Estil: arquitectura romànica Estat: enderrocat o destruït                                 | 42° 06′ 45″ N, 1° 04′ 34″ E / 42.1125°N,1.0761111111111°E                                    |                                                      |                                             | Modifica les dades a Wikidata |
|        | Sant Antolí i Sant Martí                     | Isona i Conca Dellà | església capella | Estat: enderrocat o destruït                                                              | 42° 07′ 43″ N, 1° 05′ 59″ E / 42.128479258211°N,1.09959458652224°E                           |                                                      |                                             | Modifica les dades a Wikidata |
|        | Sant Gili de Móra                            | Isona i Conca Dellà | església         | Estil: arquitectura romànica                                                              | 42° 04′ 36″ N, 1° 05′ 02″ E / 42.07666667°N,1.08388889°E                                     |                                                      | Sant Gili de Móra                           | Modifica les dades a Wikidata |
|        | Sant Joan Baptista d'Orcau                   | Isona i Conca Dellà | església         | Estil: arquitectura romànica                                                              | 42° 09′ 46″ N, 0° 58′ 50″ E / 42.162772°N,0.98065°E                                          | bé integrant del patrimoni cultural català           | Sant Joan Baptista d'Orcau                  | Modifica les dades a Wikidata |
|        | Sant Julià de Basturs                        | Isona i Conca Dellà | església         | Estil: arquitectura romànica                                                              | 42° 09′ 10″ N, 1° 00′ 46″ E / 42.152652°N,1.012884°E                                         | bé integrant del patrimoni cultural català           | Sant Julià de Basturs                       | Modifica les dades a Wikidata |
|        | Sant Llubí d'Espinavell                      | Isona i Conca Dellà | església         |                                                                                           |                                                                                              |                                                      |                                             | Modifica les dades a Wikidata |
|        | Sant Martí dels Masos de Sant Martí          | Isona i Conca Dellà | església         | Estil: arquitectura romànica                                                              | 42° 05′ 54″ N, 1° 03′ 58″ E / 42.09833333°N,1.06611111°E                                     | bé cultural d'interès local                          | Sant Martí dels Masos de Sant Martí         | Modifica les dades a Wikidata |
|        | Sant Miquel de Conques                       | Isona i Conca Dellà | església         | Estil: arquitectura romànica                                                              | 42° 07′ 10″ N, 1° 00′ 46″ E / 42.119536°N,1.012698°E                                         | bé cultural d'interès local                          | Sant Miquel de Conques                      | Modifica les dades a Wikidata |
|        | Sant Miquel de Montadó                       | Isona i Conca Dellà | església         | Estil: arquitectura romànica 11st century Estat: ruïnós                                   | 42° 01′ 09″ N, 1° 04′ 59″ E / 42.019194°N,1.083182°E 961 msnm                                |                                                      | Sant Miquel de Montadó                      | Modifica les dades a Wikidata |
|        | Sant Pere Màrtir de Sant Romà d'Abella       | Isona i Conca Dellà | església         | Estil: arquitectura romànica                                                              | 42° 08′ 23″ N, 1° 02′ 35″ E / 42.13959°N,1.042934°E                                          | bé integrant del patrimoni cultural català           | Sant Pere Màrtir de Sant Romà d'Abella      | Modifica les dades a Wikidata |
|        | Sant Roc dels Estanys                        | Isona i Conca Dellà | església         |                                                                                           |                                                                                              |                                                      |                                             | Modifica les dades a Wikidata |
|        | Sant Sadurní del Castell de Conques          | Isona i Conca Dellà | església         |                                                                                           | 42° 07′ 17″ N, 1° 00′ 43″ E / 42.1214°N,1.01194°E                                            |                                                      |                                             | Modifica les dades a Wikidata |
|        | Sant Sadurní del Castell de Llordà           | Isona i Conca Dellà | església         | Estil: arquitectura romànica Anomenat per: Sadurní de Tolosa Dedicat a: Sadurní de Tolosa | 42° 07′ 03″ N, 1° 05′ 29″ E / 42.1175°N,1.09138889°E                                         |                                                      | Sant Sadurní del Castell de Llordà          | Modifica les dades a Wikidata |
|        | Sant Sebastià                                | Isona i Conca Dellà | església         |                                                                                           | 42° 10′ 47″ N, 0° 58′ 13″ E / 42.17972222°N,0.97027778°E                                     |                                                      | Sant Sebastià de Pui de l'Anell             | Modifica les dades a Wikidata |
|        | Sant Serni de Montesquiu                     | Isona i Conca Dellà | església         |                                                                                           | 42° 10′ 53″ N, 0° 58′ 02″ E / 42.1814°N,0.967222°E                                           |                                                      | Sant Serni de Montesquiu                    | Modifica les dades a Wikidata |
|        | Sant Urbà de Montesquiu                      | Isona i Conca Dellà | església         |                                                                                           | 42° 10′ 46″ N, 0° 57′ 58″ E / 42.179515°N,0.966127°E                                         |                                                      | Sant Urbà de Montesquiu                     | Modifica les dades a Wikidata |
|        | Sant Vicenç de Galliner                      | Isona i Conca Dellà | església         | Estil: arquitectura romànica 11st century                                                 | 42° 10′ 53″ N, 0° 56′ 33″ E / 42.1814°N,0.94248°E 780 msnm                                   |                                                      | Sant Vicenç de Galliner                     | Modifica les dades a Wikidata |
|        | Santa Anna de Montadó                        | Isona i Conca Dellà | església         | Estil: arquitectura romànica                                                              | 42° 01′ 06″ N, 1° 04′ 43″ E / 42.01833333°N,1.07861111°E                                     |                                                      | Santa Anna de Montadó                       | Modifica les dades a Wikidata |
|        | Santa Clara del Mullol                       | Isona i Conca Dellà | església         | Estil: arquitectura romànica                                                              | 42° 08′ 27″ N, 1° 07′ 23″ E / 42.14083333°N,1.12305556°E                                     |                                                      |                                             | Modifica les dades a Wikidata |
|        | Santa Margarida de Benavent de la Conca      | Isona i Conca Dellà | església         | Estil: arquitectura romànica                                                              | 42° 04′ 25″ N, 1° 05′ 47″ E / 42.073497°N,1.096336°E                                         | bé integrant del patrimoni cultural català           | Santa Margarida de Benavent de la Conca     | Modifica les dades a Wikidata |
|        | Santa Maria d'Isona                          | Isona i Conca Dellà | església         | Estil: arquitectura gòtica 14th century                                                   | 42° 07′ 02″ N, 1° 02′ 39″ E / 42.117258°N,1.044283°E ca:Plaça de l'Assumpció, Isona 659 msnm | bé integrant del patrimoni cultural català           | Santa Maria d'Isona                         | Modifica les dades a Wikidata |
|        | Santa Maria de Covet                         | Isona i Conca Dellà | església         | Estil: arquitectura romànica Anomenat per: Verge Maria                                    | 42° 05′ 15″ N, 1° 04′ 13″ E / 42.08744°N,1.070143°E Covet                                    | bé d'interès cultural bé cultural d'interès nacional | Santa Maria de Covet (Isona)                | Modifica les dades a Wikidata |
|        | Santa Maria de Figuerola d'Orcau             | Isona i Conca Dellà | església         |                                                                                           | 42° 07′ 49″ N, 0° 59′ 41″ E / 42.13021°N,0.994661°E                                          | bé integrant del patrimoni cultural català           | Santa Maria de Figuerola d'Orcau            | Modifica les dades a Wikidata |
|        | Santa Maria de Llordà                        | Isona i Conca Dellà | església         | Estil: arquitectura popular                                                               | 42° 06′ 47″ N, 1° 04′ 55″ E / 42.113177°N,1.082004°E ca:Plaça Església, Llordà 790 msnm      | bé integrant del patrimoni cultural català           | Santa Maria de Llordà                       | Modifica les dades a Wikidata |
|        | església parroquial de Sant Romà             | Isona i Conca Dellà | església         | Estil: arquitectura popular                                                               | 42° 08′ 29″ N, 1° 02′ 24″ E / 42.141523°N,1.040003°E                                         | bé integrant del patrimoni cultural català           |                                             | Modifica les dades a Wikidata |

## font
| imatge | Nom                       | Ubicat a            | instància de | Detalls                                     | coordenades                                                                                                   | Protecció                                  | Commons (més fotos)       | Dades a WD                    |
| ------ | ------------------------- | ------------------- | ------------ | ------------------------------------------- | --- | ------------------------------------------ | ------------------------- | ----------------------------- |
|        | font Barona               | Isona i Conca Dellà | font         |                                             | 42° 08′ 15″ N, 0° 59′ 56″ E / 42.1375°N,0.998889°E                                                            |                                            |                           | Modifica les dades a Wikidata |
|        | font Freda                | Isona i Conca Dellà | font         |                                             | 42° 00′ 23″ N, 1° 04′ 29″ E / 42.006389°N,1.074639°E                                                          |                                            |                           | Modifica les dades a Wikidata |
|        | font Lledó                | Isona i Conca Dellà | font         |                                             | 42° 08′ 07″ N, 1° 08′ 21″ E / 42.135167°N,1.139028°E 1318 msnm                                                |                                            |                           | Modifica les dades a Wikidata |
|        | font d'Englonià           | Isona i Conca Dellà | font         |                                             | 42° 09′ 16″ N, 0° 59′ 02″ E / 42.154417°N,0.98375°E                                                           |                                            |                           | Modifica les dades a Wikidata |
|        | font d'Orcau              | Isona i Conca Dellà | font         |                                             | 42° 10′ 04″ N, 0° 58′ 50″ E / 42.167861°N,0.980694°E                                                          |                                            |                           | Modifica les dades a Wikidata |
|        | font de Beu-i-tanca       | Isona i Conca Dellà | font         |                                             | 42° 11′ 45″ N, 0° 57′ 56″ E / 42.195917°N,0.965611°E                                                          |                                            |                           | Modifica les dades a Wikidata |
|        | font de Caps              | Isona i Conca Dellà | font         |                                             | 42° 07′ 51″ N, 1° 08′ 27″ E / 42.13088889°N,1.14094444°E                                                      |                                            |                           | Modifica les dades a Wikidata |
|        | font de Conques           | Isona i Conca Dellà | font         | Estil: arquitectura modernista 20th century | 42° 07′ 08″ N, 1° 00′ 47″ E / 42.118752°N,1.013028°E ca:Carretera de Tremp, 21, Conques                       | bé integrant del patrimoni cultural català | Font de Conques           | Modifica les dades a Wikidata |
|        | font de Gassol            | Isona i Conca Dellà | font         |                                             | 42° 08′ 53″ N, 0° 58′ 32″ E / 42.147944°N,0.9755°E                                                            |                                            |                           | Modifica les dades a Wikidata |
|        | font de Gramenet          | Isona i Conca Dellà | font         |                                             | 42° 04′ 41″ N, 1° 04′ 52″ E / 42.07802778°N,1.08102778°E                                                      |                                            |                           | Modifica les dades a Wikidata |
|        | font de Lloca             | Isona i Conca Dellà | font         |                                             | 42° 05′ 04″ N, 1° 06′ 18″ E / 42.08430556°N,1.10505556°E                                                      |                                            |                           | Modifica les dades a Wikidata |
|        | font de Menyoliva         | Isona i Conca Dellà | font         |                                             | 42° 06′ 31″ N, 1° 00′ 40″ E / 42.108694°N,1.011083°E                                                          |                                            |                           | Modifica les dades a Wikidata |
|        | font de Nina              | Isona i Conca Dellà | font         |                                             | 42° 08′ 34″ N, 0° 57′ 50″ E / 42.142778°N,0.963889°E                                                          |                                            |                           | Modifica les dades a Wikidata |
|        | font de l'Amor            | Isona i Conca Dellà | font         |                                             | 42° 08′ 05″ N, 1° 01′ 44″ E / 42.13463889°N,1.02886111°E                                                      |                                            |                           | Modifica les dades a Wikidata |
|        | font de l'Atzuc           | Isona i Conca Dellà | font         |                                             | 42° 01′ 18″ N, 1° 04′ 42″ E / 42.021639°N,1.078222°E                                                          |                                            |                           | Modifica les dades a Wikidata |
|        | font de l'Escletxa        | Isona i Conca Dellà | font         |                                             | 42° 02′ 24″ N, 1° 04′ 53″ E / 42.040003083814°N,1.0814686446874°E                                             |                                            |                           | Modifica les dades a Wikidata |
|        | font de l'Horta           | Isona i Conca Dellà | font         |                                             | 42° 06′ 56″ N, 1° 01′ 22″ E / 42.115667°N,1.022778°E                                                          |                                            |                           | Modifica les dades a Wikidata |
|        | font de la Fainera        | Isona i Conca Dellà | font         |                                             | 42° 06′ 58″ N, 1° 07′ 34″ E / 42.11619444°N,1.12616667°E                                                      |                                            |                           | Modifica les dades a Wikidata |
|        | font de la Plaça d'Isona  | Isona i Conca Dellà | font         | Estil: arquitectura modernista              | 42° 07′ 06″ N, 1° 02′ 40″ E / 42.118333333333°N,1.0444444444444°E ca:Carretera vella de Tremp, Isona 650 msnm | bé integrant del patrimoni cultural català | Font de la Plaça d'Isona  | Modifica les dades a Wikidata |
|        | font de la Plaça de Covet | Isona i Conca Dellà | font         | Estil: arquitectura popular                 | 42° 05′ 15″ N, 1° 04′ 14″ E / 42.08744°N,1.070656°E ca:Plaça Major, Covet                                     | bé integrant del patrimoni cultural català | Font de la Plaça de Covet | Modifica les dades a Wikidata |
|        | font de la Sarga          | Isona i Conca Dellà | font         |                                             | 42° 01′ 46″ N, 1° 05′ 18″ E / 42.02955556°N,1.08830556°E                                                      |                                            |                           | Modifica les dades a Wikidata |
|        | font de la Torre          | Isona i Conca Dellà | font         |                                             | 42° 09′ 54″ N, 1° 00′ 16″ E / 42.164917°N,1.004361°E                                                          |                                            |                           | Modifica les dades a Wikidata |
|        | font de les Esplugues     | Isona i Conca Dellà | font         |                                             | 42° 07′ 43″ N, 1° 00′ 07″ E / 42.128611°N,1.001944°E                                                          |                                            |                           | Modifica les dades a Wikidata |
|        | font del Llinar           | Isona i Conca Dellà | font         |                                             | 42° 08′ 05″ N, 1° 07′ 00″ E / 42.13486111°N,1.11661111°E                                                      |                                            |                           | Modifica les dades a Wikidata |
|        | font del Roc              | Isona i Conca Dellà | font         |                                             | 42° 07′ 52″ N, 1° 05′ 56″ E / 42.131056°N,1.098861°E                                                          |                                            |                           | Modifica les dades a Wikidata |
|        | font del Soldat           | Isona i Conca Dellà | font         |                                             | 42° 06′ 27″ N, 0° 59′ 55″ E / 42.10752778°N,0.99861111°E 515 msnm                                             |                                            |                           | Modifica les dades a Wikidata |
|        | font del Tros             | Isona i Conca Dellà | font         |                                             | 42° 07′ 29″ N, 1° 08′ 09″ E / 42.12472222°N,1.13583333°E                                                      |                                            |                           | Modifica les dades a Wikidata |
|        | font dels Barrons         | Isona i Conca Dellà | font         |                                             | 42° 07′ 49″ N, 1° 08′ 15″ E / 42.130389°N,1.137472°E                                                          |                                            |                           | Modifica les dades a Wikidata |
|        | font dels Bullidors       | Isona i Conca Dellà | font         |                                             | 42° 07′ 50″ N, 1° 08′ 22″ E / 42.13069444°N,1.13955556°E                                                      |                                            |                           | Modifica les dades a Wikidata |
|        | font dels Corrals         | Isona i Conca Dellà | font         |                                             | 42° 10′ 14″ N, 1° 01′ 02″ E / 42.17055556°N,1.01711111°E 775 msnm                                             |                                            |                           | Modifica les dades a Wikidata |
|        | font dels Vivers          | Isona i Conca Dellà | font         |                                             | 42° 07′ 14″ N, 1° 03′ 52″ E / 42.12055556°N,1.06444444°E                                                      |                                            |                           | Modifica les dades a Wikidata |

## granja
| imatge | Nom                    | Ubicat a            | instància de | Detalls | coordenades                                                          | Protecció | Commons (més fotos)                        | Dades a WD                    |
| ------ | ---------------------- | ------------------- | ------------ | ------- | -------------------------------------------------------------------- | --------- | ------------------------------------------ | ----------------------------- |
|        | Granges de Pere Màrtir | Isona i Conca Dellà | granja       |         | 42° 07′ 04″ N, 1° 01′ 59″ E / 42.1178853296499°N,1.03317556369882°E  |           |                                            | Modifica les dades a Wikidata |
|        | Granja d'Agustinet     | Isona i Conca Dellà | granja       |         | 42° 07′ 19″ N, 0° 59′ 47″ E / 42.1220574364973°N,0.996367988151907°E |           |                                            | Modifica les dades a Wikidata |
|        | Granja de Balasc       | Isona i Conca Dellà | granja       |         | 42° 04′ 14″ N, 1° 05′ 37″ E / 42.0704736652356°N,1.09374761176818°E  |           |                                            | Modifica les dades a Wikidata |
|        | Granja de Balillo      | Isona i Conca Dellà | granja       |         | 42° 07′ 24″ N, 1° 00′ 20″ E / 42.1234429808924°N,1.00559091294765°E  |           |                                            | Modifica les dades a Wikidata |
|        | Granja de Castells     | Isona i Conca Dellà | granja       |         | 42° 07′ 54″ N, 0° 59′ 32″ E / 42.1316379348907°N,0.992145895944937°E |           |                                            | Modifica les dades a Wikidata |
|        | Granja de Coll         | Isona i Conca Dellà | granja       |         | 42° 07′ 07″ N, 1° 01′ 11″ E / 42.1185549609751°N,1.01975195729133°E  |           |                                            | Modifica les dades a Wikidata |
|        | Granja de Colom        | Isona i Conca Dellà | granja       |         | 42° 09′ 04″ N, 1° 01′ 04″ E / 42.1509981640939°N,1.01789344746272°E  |           |                                            | Modifica les dades a Wikidata |
|        | Granja de Jover        | Isona i Conca Dellà | granja       |         | 42° 07′ 26″ N, 1° 01′ 28″ E / 42.1238700779638°N,1.02454635555775°E  |           |                                            | Modifica les dades a Wikidata |
|        | Granja de Maires       | Isona i Conca Dellà | granja       |         | 42° 07′ 14″ N, 1° 00′ 54″ E / 42.1206439734881°N,1.01504169303439°E  |           |                                            | Modifica les dades a Wikidata |
|        | Granja de l'Aiguader   | Isona i Conca Dellà | granja       |         | 42° 07′ 16″ N, 1° 01′ 14″ E / 42.1211528824511°N,1.02051782342377°E  |           |                                            | Modifica les dades a Wikidata |
|        | Granja de l'Estragués  | Isona i Conca Dellà | granja       |         | 42° 08′ 36″ N, 1° 02′ 10″ E / 42.1433252627443°N,1.036224165219°E    |           |                                            | Modifica les dades a Wikidata |
|        | Granja de la Marina    | Isona i Conca Dellà | granja       |         | 42° 07′ 28″ N, 1° 02′ 44″ E / 42.1244925542349°N,1.04563733958784°E  |           |                                            | Modifica les dades a Wikidata |
|        | Granja del Bepet       | Isona i Conca Dellà | granja       |         | 42° 07′ 41″ N, 0° 59′ 01″ E / 42.1281722314465°N,0.98350833368528°E  |           |                                            | Modifica les dades a Wikidata |
|        | Granja del Borrec      | Isona i Conca Dellà | granja       |         | 42° 07′ 57″ N, 0° 59′ 45″ E / 42.1324846763136°N,0.995760971812156°E |           |                                            | Modifica les dades a Wikidata |
|        | Granja del Borres      | Isona i Conca Dellà | granja       |         | 42° 08′ 00″ N, 1° 00′ 04″ E / 42.1332°N,1.00122°E 581.2 msnm         |           |                                            | Modifica les dades a Wikidata |
|        | Granja del Borrets     | Isona i Conca Dellà | granja       |         | 42° 07′ 27″ N, 1° 00′ 14″ E / 42.1241964116457°N,1.00386152199405°E  |           |                                            | Modifica les dades a Wikidata |
|        | Granja del Capot       | Isona i Conca Dellà | granja       |         | 42° 07′ 28″ N, 1° 02′ 37″ E / 42.1243945038977°N,1.04358376251368°E  |           |                                            | Modifica les dades a Wikidata |
|        | Granja del Comte       | Isona i Conca Dellà | granja       |         | 42° 07′ 43″ N, 0° 59′ 52″ E / 42.1286656397063°N,0.997792954075177°E |           |                                            | Modifica les dades a Wikidata |
|        | Granja del Constante   | Isona i Conca Dellà | granja       |         | 42° 08′ 08″ N, 0° 58′ 54″ E / 42.1355445703968°N,0.981774022794393°E |           | Granja del Constante (Isona i Conca Dellà) | Modifica les dades a Wikidata |
|        | Granja del Curulla     | Isona i Conca Dellà | granja       |         | 42° 04′ 49″ N, 1° 04′ 43″ E / 42.0801632169131°N,1.07857570200154°E  |           |                                            | Modifica les dades a Wikidata |
|        | Granja del General     | Isona i Conca Dellà | granja       |         | 42° 08′ 07″ N, 0° 59′ 58″ E / 42.13514302891°N,0.99946430132535°E    |           |                                            | Modifica les dades a Wikidata |
|        | Granja del Lafau       | Isona i Conca Dellà | granja       |         | 42° 06′ 58″ N, 1° 00′ 51″ E / 42.1161614490003°N,1.01414137750142°E  |           |                                            | Modifica les dades a Wikidata |
|        | Granja del Maciano     | Isona i Conca Dellà | granja       |         | 42° 08′ 17″ N, 1° 02′ 36″ E / 42.1380511801104°N,1.04327219853904°E  |           |                                            | Modifica les dades a Wikidata |
|        | Granja del Maçaners    | Isona i Conca Dellà | granja       |         | 42° 08′ 22″ N, 1° 00′ 03″ E / 42.1394266277763°N,1.0008298745163°E   |           |                                            | Modifica les dades a Wikidata |
|        | Granja del Meler       | Isona i Conca Dellà | granja       |         | 42° 08′ 10″ N, 0° 59′ 21″ E / 42.1360616008317°N,0.989162663703819°E |           |                                            | Modifica les dades a Wikidata |
|        | Granja del Mingo       | Isona i Conca Dellà | granja       |         | 42° 08′ 07″ N, 1° 00′ 10″ E / 42.1352642035332°N,1.00279998604665°E  |           |                                            | Modifica les dades a Wikidata |
|        | Granja del Mílio       | Isona i Conca Dellà | granja       |         | 42° 07′ 15″ N, 1° 00′ 50″ E / 42.1209033330793°N,1.0138964854287°E   |           |                                            | Modifica les dades a Wikidata |
|        | Granja del Pelleu      | Isona i Conca Dellà | granja       |         | 42° 08′ 01″ N, 0° 59′ 58″ E / 42.133729246133°N,0.999472513408536°E  |           |                                            | Modifica les dades a Wikidata |
|        | Granja del Polònio     | Isona i Conca Dellà | granja       |         | 42° 07′ 14″ N, 0° 59′ 55″ E / 42.1204507859806°N,0.998741212983212°E |           |                                            | Modifica les dades a Wikidata |
|        | Granja del Portal      | Isona i Conca Dellà | granja       |         | 42° 07′ 17″ N, 1° 02′ 41″ E / 42.1213886502384°N,1.04476500061446°E  |           |                                            | Modifica les dades a Wikidata |
|        | Granja del Quiquet     | Isona i Conca Dellà | granja       |         | 42° 09′ 05″ N, 1° 01′ 08″ E / 42.1514544720244°N,1.01876270513848°E  |           |                                            | Modifica les dades a Wikidata |
|        | Granja del Rafel       | Isona i Conca Dellà | granja       |         | 42° 07′ 02″ N, 1° 00′ 49″ E / 42.1173213293272°N,1.01351243577974°E  |           |                                            | Modifica les dades a Wikidata |
|        | Granja del Rampeira    | Isona i Conca Dellà | granja       |         | 42° 07′ 32″ N, 1° 02′ 56″ E / 42.1255098260337°N,1.04878778703745°E  |           |                                            | Modifica les dades a Wikidata |
|        | Granja del Sevilla     | Isona i Conca Dellà | granja       |         | 42° 07′ 11″ N, 1° 01′ 05″ E / 42.1196874932986°N,1.01805943647596°E  |           |                                            | Modifica les dades a Wikidata |
|        | Granja del Tató        | Isona i Conca Dellà | granja       |         | 42° 07′ 56″ N, 0° 58′ 56″ E / 42.1321117738458°N,0.982197624476844°E |           |                                            | Modifica les dades a Wikidata |
|        | Granja del Vilaró      | Isona i Conca Dellà | granja       |         | 42° 08′ 26″ N, 1° 02′ 35″ E / 42.1406944334169°N,1.04300927746922°E  |           |                                            | Modifica les dades a Wikidata |
|        | Granja dels Espinyers  | Isona i Conca Dellà | granja       |         | 42° 06′ 52″ N, 1° 02′ 15″ E / 42.1145179063967°N,1.03742855249096°E  |           |                                            | Modifica les dades a Wikidata |

## indret
| imatge | Nom                             | Ubicat a            | instància de | Detalls | coordenades                                                                     | Protecció | Commons (més fotos) | Dades a WD                    |
| ------ | ------------------------------- | ------------------- | ------------ | ------- | ------------------------------------------------------------------------------- | --------- | ------------------- | ----------------------------- |
|        | Camp d'Abella                   | Isona i Conca Dellà | indret       |         | 42° 08′ 26″ N, 1° 01′ 41″ E / 42.14044444°N,1.02797222°E                        |           |                     | Modifica les dades a Wikidata |
|        | Clot del Jaumet                 | Isona i Conca Dellà | indret       |         | 42° 11′ 21″ N, 0° 58′ 27″ E / 42.1893°N,0.974222°E                              |           |                     | Modifica les dades a Wikidata |
|        | Coma de Cadí                    | Isona i Conca Dellà | indret       |         | 42° 09′ 17″ N, 0° 59′ 34″ E / 42.1548°N,0.992861°E Orcau 630 msnm               |           |                     | Modifica les dades a Wikidata |
|        | Costa de Santa Llúcia           | Isona i Conca Dellà | indret       |         | 42° 09′ 55″ N, 1° 02′ 25″ E / 42.16519444°N,1.04013889°E                        |           |                     | Modifica les dades a Wikidata |
|        | Costa de les Solanes            | Isona i Conca Dellà | indret       |         | 42° 09′ 46″ N, 1° 01′ 30″ E / 42.16288889°N,1.02505556°E                        |           |                     | Modifica les dades a Wikidata |
|        | Costa del Llarg                 | Isona i Conca Dellà | indret       |         | 42° 10′ 10″ N, 0° 59′ 48″ E / 42.16944444°N,0.99672222°E                        |           |                     | Modifica les dades a Wikidata |
|        | Costa dels Corrals              | Isona i Conca Dellà | indret       |         | 42° 10′ 16″ N, 1° 01′ 24″ E / 42.1711°N,1.02333°E                               |           |                     | Modifica les dades a Wikidata |
|        | Espinau                         | Isona i Conca Dellà | indret       |         | 42° 05′ 39″ N, 1° 06′ 38″ E / 42.09408333°N,1.11066667°E                        |           |                     | Modifica les dades a Wikidata |
|        | Estorniguers                    | Isona i Conca Dellà | indret       |         | 42° 09′ 33″ N, 0° 58′ 17″ E / 42.1592°N,0.971389°E                              |           |                     | Modifica les dades a Wikidata |
|        | Ferreres                        | Isona i Conca Dellà | indret       |         | 42° 05′ 42″ N, 1° 03′ 18″ E / 42.09502778°N,1.05491667°E                        |           |                     | Modifica les dades a Wikidata |
|        | Gajans                          | Isona i Conca Dellà | indret       |         | 42° 06′ 31″ N, 1° 02′ 53″ E / 42.1085°N,1.04814°E                               |           |                     | Modifica les dades a Wikidata |
|        | Grau de Moles                   | Isona i Conca Dellà | indret       |         | 42° 05′ 53″ N, 1° 07′ 26″ E / 42.09794444°N,1.124°E Biscarri 1208.3 msnm        |           |                     | Modifica les dades a Wikidata |
|        | La Colomina                     | Isona i Conca Dellà | indret       |         | 42° 06′ 24″ N, 1° 00′ 13″ E / 42.1066°N,1.00356°E                               |           |                     | Modifica les dades a Wikidata |
|        | La Freixinera                   | Isona i Conca Dellà | indret       |         | 42° 06′ 05″ N, 1° 04′ 28″ E / 42.10133333°N,1.07430556°E                        |           |                     | Modifica les dades a Wikidata |
|        | La Plana (Conques)              | Isona i Conca Dellà | indret       |         | 42° 05′ 39″ N, 1° 00′ 13″ E / 42.0942°N,1.00369°E 626.8 msnm                    |           |                     | Modifica les dades a Wikidata |
|        | La Serra                        | Isona i Conca Dellà | indret       |         | 42° 07′ 51″ N, 0° 58′ 49″ E / 42.1307°N,0.980389°E                              |           |                     | Modifica les dades a Wikidata |
|        | Les Beores                      | Isona i Conca Dellà | indret       |         | 42° 06′ 45″ N, 1° 04′ 03″ E / 42.1126°N,1.06758°E                               |           |                     | Modifica les dades a Wikidata |
|        | Les Clotes                      | Isona i Conca Dellà | indret       |         | 42° 07′ 20″ N, 0° 59′ 28″ E / 42.1223°N,0.991056°E                              |           |                     | Modifica les dades a Wikidata |
|        | Les Comes (Figuerola d'Orcau)   | Isona i Conca Dellà | indret       |         | 42° 08′ 23″ N, 1° 00′ 31″ E / 42.1396°N,1.00872°E Figuerola d'Orcau 600 msnm    |           |                     | Modifica les dades a Wikidata |
|        | Les Feixes                      | Isona i Conca Dellà | indret       |         | 42° 11′ 18″ N, 0° 56′ 55″ E / 42.1883°N,0.948722°E                              |           |                     | Modifica les dades a Wikidata |
|        | Les Gavarrones                  | Isona i Conca Dellà | indret       |         | 42° 07′ 16″ N, 1° 06′ 43″ E / 42.12122222°N,1.11194444°E                        |           |                     | Modifica les dades a Wikidata |
|        | Les Goberres                    | Isona i Conca Dellà | indret       |         | 42° 07′ 17″ N, 1° 04′ 47″ E / 42.12125°N,1.07975°E                              |           |                     | Modifica les dades a Wikidata |
|        | Les Peres                       | Isona i Conca Dellà | indret       |         | 42° 11′ 33″ N, 0° 57′ 09″ E / 42.1925°N,0.95241667°E                            |           |                     | Modifica les dades a Wikidata |
|        | Les Saladelles                  | Isona i Conca Dellà | indret       |         | 42° 08′ 17″ N, 0° 57′ 52″ E / 42.138°N,0.964528°E                               |           |                     | Modifica les dades a Wikidata |
|        | Les Teuleres                    | Isona i Conca Dellà | indret       |         | 42° 06′ 39″ N, 0° 59′ 50″ E / 42.11097222°N,0.99727778°E                        |           |                     | Modifica les dades a Wikidata |
|        | Lo Coll de Madrona              | Isona i Conca Dellà | indret       |         | 42° 05′ 58″ N, 1° 07′ 05″ E / 42.0995°N,1.11794°E                               |           |                     | Modifica les dades a Wikidata |
|        | Lo Feixà                        | Isona i Conca Dellà | indret       |         | 42° 09′ 03″ N, 1° 01′ 19″ E / 42.15088889°N,1.02194444°E                        |           |                     | Modifica les dades a Wikidata |
|        | Lo Llanet                       | Isona i Conca Dellà | indret       |         | 42° 06′ 26″ N, 0° 59′ 12″ E / 42.1071°N,0.986694°E                              |           |                     | Modifica les dades a Wikidata |
|        | Lo Planell (Sant Romà d'Abella) | Isona i Conca Dellà | indret       |         | 42° 08′ 23″ N, 1° 01′ 54″ E / 42.1397°N,1.03158°E 650 msnm                      |           |                     | Modifica les dades a Wikidata |
|        | Los Capbloncs                   | Isona i Conca Dellà | indret       |         | 42° 07′ 48″ N, 0° 57′ 27″ E / 42.12997222°N,0.9575°E                            |           |                     | Modifica les dades a Wikidata |
|        | Los Clots                       | Isona i Conca Dellà | indret       |         | 42° 05′ 22″ N, 1° 05′ 22″ E / 42.0894°N,1.0895°E                                |           |                     | Modifica les dades a Wikidata |
|        | Los Fontanals                   | Isona i Conca Dellà | indret       |         | 42° 07′ 19″ N, 1° 01′ 42″ E / 42.12197222°N,1.02844444°E                        |           |                     | Modifica les dades a Wikidata |
|        | Los Lledons                     | Isona i Conca Dellà | indret       |         | 42° 08′ 46″ N, 0° 57′ 47″ E / 42.146°N,0.96313889°E                             |           |                     | Modifica les dades a Wikidata |
|        | Los Llupians                    | Isona i Conca Dellà | indret       |         | 42° 08′ 17″ N, 0° 57′ 52″ E / 42.13797222°N,0.96452778°E                        |           |                     | Modifica les dades a Wikidata |
|        | Los Maülls                      | Isona i Conca Dellà | indret       |         | 42° 05′ 57″ N, 1° 02′ 10″ E / 42.09925°N,1.03608333°E                           |           |                     | Modifica les dades a Wikidata |
|        | Los Monts                       | Isona i Conca Dellà | indret       |         | 42° 11′ 24″ N, 0° 58′ 01″ E / 42.1901°N,0.966833°E                              |           |                     | Modifica les dades a Wikidata |
|        | Los Plans                       | Isona i Conca Dellà | indret       |         | 42° 05′ 39″ N, 1° 00′ 13″ E / 42.0942°N,1.00369°E 626.8 msnm                    |           |                     | Modifica les dades a Wikidata |
|        | Los Segalassos                  | Isona i Conca Dellà | indret       |         | 42° 08′ 19″ N, 0° 59′ 22″ E / 42.1387°N,0.989444°E                              |           |                     | Modifica les dades a Wikidata |
|        | Los Torrents                    | Isona i Conca Dellà | indret       |         | 42° 08′ 58″ N, 1° 02′ 47″ E / 42.1495°N,1.04639°E                               |           |                     | Modifica les dades a Wikidata |
|        | Manistàgols                     | Isona i Conca Dellà | indret       |         | 42° 05′ 46″ N, 1° 01′ 23″ E / 42.09616667°N,1.023°E                             |           |                     | Modifica les dades a Wikidata |
|        | Pla d'Estanya                   | Isona i Conca Dellà | indret       |         | 42° 08′ 40″ N, 1° 02′ 02″ E / 42.1445°N,1.03386111°E 665 msnm                   |           |                     | Modifica les dades a Wikidata |
|        | Pla de Palau                    | Isona i Conca Dellà | indret       |         | 42° 06′ 28″ N, 0° 59′ 45″ E / 42.1077°N,0.995972°E 533.6 msnm                   |           |                     | Modifica les dades a Wikidata |
|        | Pla de Sant Romà                | Isona i Conca Dellà | indret       |         | 42° 08′ 02″ N, 1° 02′ 55″ E / 42.1338°N,1.04867°E Sant Romà d'Abella 696.5 msnm |           |                     | Modifica les dades a Wikidata |
|        | Pla de Sianes                   | Isona i Conca Dellà | indret       |         | 42° 05′ 58″ N, 1° 03′ 09″ E / 42.09955556°N,1.05252778°E 611.3 msnm             |           |                     | Modifica les dades a Wikidata |
|        | Pla de Vall                     | Isona i Conca Dellà | indret       |         | 42° 08′ 02″ N, 1° 02′ 55″ E / 42.1338°N,1.04867°E 696.5 msnm                    |           |                     | Modifica les dades a Wikidata |
|        | Pleta dels Pals                 | Isona i Conca Dellà | indret       |         | 42° 02′ 34″ N, 1° 04′ 52″ E / 42.0429°N,1.08117°E 1075 msnm                     |           |                     | Modifica les dades a Wikidata |
|        | Prat de Basturs                 | Isona i Conca Dellà | indret       |         | 42° 08′ 18″ N, 1° 01′ 20″ E / 42.1384°N,1.02228°E                               |           |                     | Modifica les dades a Wikidata |

## masia
| imatge | Nom                   | Ubicat a            | instància de | Detalls | coordenades                                                                           | Protecció | Commons (més fotos)                | Dades a WD                    |
| ------ | --------------------- | ------------------- | ------------ | ------- | ------------------------------------------------------------------------------------- | --------- | ---------------------------------- | ----------------------------- |
|        | Ca l'Abelló           | Isona i Conca Dellà | masia        |         | 42° 05′ 48″ N, 1° 06′ 08″ E / 42.0965696379804°N,1.10222874747424°E                   |           |                                    | Modifica les dades a Wikidata |
|        | Ca l'Aran             | Isona i Conca Dellà | masia        |         | 42° 06′ 02″ N, 1° 05′ 17″ E / 42.10063889°N,1.08791667°E 803 msnm                     |           |                                    | Modifica les dades a Wikidata |
|        | Ca l'Erola            | Isona i Conca Dellà | masia        |         | 42° 06′ 04″ N, 1° 05′ 30″ E / 42.101220610772°N,1.09160518985182°E                    |           |                                    | Modifica les dades a Wikidata |
|        | Ca l'Esteve           | Isona i Conca Dellà | masia        |         | 42° 04′ 22″ N, 1° 05′ 47″ E / 42.0728594100489°N,1.09640804964884°E                   |           |                                    | Modifica les dades a Wikidata |
|        | Cafè de Biscarri      | Isona i Conca Dellà | masia        |         | 42° 05′ 40″ N, 1° 05′ 41″ E / 42.094443672626°N,1.09458958764428°E                    |           |                                    | Modifica les dades a Wikidata |
|        | Cal Basturs           | Isona i Conca Dellà | masia        |         | 42° 05′ 51″ N, 1° 05′ 20″ E / 42.0975103174669°N,1.08891101409586°E                   |           |                                    | Modifica les dades a Wikidata |
|        | Cal Benet             | Isona i Conca Dellà | masia        |         | 42° 06′ 57″ N, 1° 06′ 11″ E / 42.1158489516481°N,1.10316545938737°E                   |           |                                    | Modifica les dades a Wikidata |
|        | Cal Bertran           | Isona i Conca Dellà | masia        |         | 42° 05′ 31″ N, 1° 05′ 58″ E / 42.0918674091988°N,1.09944284458887°E                   |           |                                    | Modifica les dades a Wikidata |
|        | Cal Blanc             | Isona i Conca Dellà | masia        |         | 42° 05′ 32″ N, 1° 06′ 25″ E / 42.09227778°N,1.10688889°E 990 msnm                     |           |                                    | Modifica les dades a Wikidata |
|        | Cal Borrell           | Isona i Conca Dellà | masia        |         | 42° 05′ 57″ N, 1° 05′ 59″ E / 42.0992370869649°N,1.09960968668738°E                   |           |                                    | Modifica les dades a Wikidata |
|        | Cal Bàrio             | Isona i Conca Dellà | masia        |         | 42° 06′ 10″ N, 1° 05′ 50″ E / 42.1028542428568°N,1.09724014432071°E                   |           |                                    | Modifica les dades a Wikidata |
|        | Cal Carlí             | Isona i Conca Dellà | masia        |         | 42° 06′ 30″ N, 1° 04′ 18″ E / 42.1083°N,1.07175°E 679.6 msnm                          |           |                                    | Modifica les dades a Wikidata |
|        | Cal Castellí          | Isona i Conca Dellà | masia        |         | 42° 01′ 40″ N, 1° 04′ 40″ E / 42.0278°N,1.07775°E Montadó 1034.8 msnm                 |           |                                    | Modifica les dades a Wikidata |
|        | Cal Cavaller          | Isona i Conca Dellà | masia        |         | 42° 06′ 33″ N, 1° 04′ 19″ E / 42.10922222°N,1.07186111°E 697.3 msnm                   |           |                                    | Modifica les dades a Wikidata |
|        | Cal Cinto             | Isona i Conca Dellà | masia        |         | 42° 05′ 38″ N, 1° 05′ 34″ E / 42.0937844445878°N,1.09285601446235°E                   |           |                                    | Modifica les dades a Wikidata |
|        | Cal Clotar            | Isona i Conca Dellà | masia        |         | 42° 02′ 01″ N, 1° 04′ 44″ E / 42.0336°N,1.07892°E Montadó 1015 msnm                   |           |                                    | Modifica les dades a Wikidata |
|        | Cal Cobert            | Isona i Conca Dellà | masia        |         | 42° 07′ 14″ N, 1° 02′ 47″ E / 42.1206411206666°N,1.04634848900735°E                   |           |                                    | Modifica les dades a Wikidata |
|        | Cal Doctor            | Isona i Conca Dellà | masia        |         | 42° 04′ 26″ N, 1° 05′ 45″ E / 42.0737607491602°N,1.09590967436959°E                   |           |                                    | Modifica les dades a Wikidata |
|        | Cal Ferrer            | Isona i Conca Dellà | masia        |         | 42° 07′ 59″ N, 0° 59′ 03″ E / 42.13291667°N,0.98405556°E Figuerola d'Orcau 525.5 msnm |           |                                    | Modifica les dades a Wikidata |
|        | Cal Ferrer (Biscarri) | Isona i Conca Dellà | masia        |         | 42° 05′ 43″ N, 1° 05′ 44″ E / 42.09536111°N,1.09561111°E 863 msnm                     |           |                                    | Modifica les dades a Wikidata |
|        | Cal Grilló            | Isona i Conca Dellà | masia        |         | 42° 04′ 30″ N, 1° 05′ 43″ E / 42.0750301468616°N,1.09533983483865°E                   |           |                                    | Modifica les dades a Wikidata |
|        | Cal Janet             | Isona i Conca Dellà | masia        |         | 42° 04′ 40″ N, 1° 05′ 35″ E / 42.0779°N,1.093°E 929.3 msnm                            |           |                                    | Modifica les dades a Wikidata |
|        | Cal Llobet            | Isona i Conca Dellà | masia        |         | 42° 05′ 52″ N, 1° 06′ 07″ E / 42.0977°N,1.10189°E 920 msnm                            |           |                                    | Modifica les dades a Wikidata |
|        | Cal Macià             | Isona i Conca Dellà | masia        |         | 42° 08′ 47″ N, 1° 03′ 15″ E / 42.14636111°N,1.05422222°E 680.5 msnm                   |           |                                    | Modifica les dades a Wikidata |
|        | Cal Manel             | Isona i Conca Dellà | masia        |         | 42° 06′ 06″ N, 1° 05′ 52″ E / 42.1017450695017°N,1.09769658529991°E                   |           |                                    | Modifica les dades a Wikidata |
|        | Cal Mariano           | Isona i Conca Dellà | masia        |         | 42° 04′ 23″ N, 1° 05′ 51″ E / 42.0729852659648°N,1.09748010682496°E                   |           |                                    | Modifica les dades a Wikidata |
|        | Cal Moreres           | Isona i Conca Dellà | masia        |         | 42° 05′ 20″ N, 1° 03′ 24″ E / 42.08883333°N,1.05672222°E 583 msnm                     |           |                                    | Modifica les dades a Wikidata |
|        | Cal Nofre             | Isona i Conca Dellà | masia        |         | 42° 04′ 15″ N, 1° 04′ 15″ E / 42.0708°N,1.07078°E 726 msnm                            |           |                                    | Modifica les dades a Wikidata |
|        | Cal Perot             | Isona i Conca Dellà | masia        |         | 42° 06′ 00″ N, 1° 05′ 25″ E / 42.1000620814503°N,1.09017668836342°E                   |           |                                    | Modifica les dades a Wikidata |
|        | Cal Piteu             | Isona i Conca Dellà | masia        |         | 42° 07′ 42″ N, 1° 06′ 48″ E / 42.12827778°N,1.11327778°E 1099.4 msnm                  |           |                                    | Modifica les dades a Wikidata |
|        | Cal Rat               | Isona i Conca Dellà | masia        |         | 42° 05′ 21″ N, 1° 05′ 29″ E / 42.0892019374444°N,1.09132478510885°E                   |           |                                    | Modifica les dades a Wikidata |
|        | Cal Riambau           | Isona i Conca Dellà | masia        |         | 42° 05′ 34″ N, 1° 05′ 46″ E / 42.0929110887388°N,1.09612274805922°E                   |           |                                    | Modifica les dades a Wikidata |
|        | Cal Ros               | Isona i Conca Dellà | masia        |         | 42° 05′ 38″ N, 1° 05′ 57″ E / 42.09384214447°N,1.09904529717727°E                     |           |                                    | Modifica les dades a Wikidata |
|        | Cal Savina            | Isona i Conca Dellà | masia        |         | 42° 05′ 58″ N, 1° 05′ 55″ E / 42.0995°N,1.09864°E 875 msnm                            |           |                                    | Modifica les dades a Wikidata |
|        | Cal Sialló            | Isona i Conca Dellà | masia        |         | 42° 07′ 32″ N, 1° 03′ 47″ E / 42.12544444°N,1.06305556°E 724.7 msnm                   |           |                                    | Modifica les dades a Wikidata |
|        | Cal Solsona           | Isona i Conca Dellà | masia        |         | 42° 05′ 56″ N, 1° 05′ 21″ E / 42.09886111°N,1.08902778°E 821.5 msnm                   |           |                                    | Modifica les dades a Wikidata |
|        | Cal Tapions           | Isona i Conca Dellà | masia        |         | 42° 05′ 37″ N, 1° 06′ 26″ E / 42.0936073765635°N,1.10717798684581°E                   |           |                                    | Modifica les dades a Wikidata |
|        | Cal Tató              | Isona i Conca Dellà | masia        |         | 42° 05′ 38″ N, 1° 06′ 06″ E / 42.0937503506727°N,1.10165986934555°E                   |           |                                    | Modifica les dades a Wikidata |
|        | Cal Ton de Bàrio      | Isona i Conca Dellà | masia        |         | 42° 06′ 00″ N, 1° 06′ 09″ E / 42.10002778°N,1.10252778°E 904 msnm                     |           |                                    | Modifica les dades a Wikidata |
|        | Cal Topinet           | Isona i Conca Dellà | masia        |         | 42° 04′ 19″ N, 1° 05′ 48″ E / 42.0719344530499°N,1.09656866173123°E                   |           |                                    | Modifica les dades a Wikidata |
|        | Cal Tronxet           | Isona i Conca Dellà | masia        |         | 42° 05′ 40″ N, 1° 05′ 25″ E / 42.09444444°N,1.09016667°E 826.2 msnm                   |           |                                    | Modifica les dades a Wikidata |
|        | Cal Tura              | Isona i Conca Dellà | masia        |         | 42° 04′ 36″ N, 1° 05′ 49″ E / 42.0765706817473°N,1.09699823822728°E                   |           |                                    | Modifica les dades a Wikidata |
|        | Cal Turumba           | Isona i Conca Dellà | masia        |         | 42° 05′ 30″ N, 1° 05′ 17″ E / 42.09158333°N,1.08816667°E 800 msnm                     |           |                                    | Modifica les dades a Wikidata |
|        | Cal Volament          | Isona i Conca Dellà | masia        |         | 42° 04′ 21″ N, 1° 05′ 44″ E / 42.0725015092132°N,1.09546381445669°E                   |           |                                    | Modifica les dades a Wikidata |
|        | Cal Volament Nova     | Isona i Conca Dellà | masia        |         | 42° 04′ 14″ N, 1° 05′ 40″ E / 42.0705197070572°N,1.09435060299384°E                   |           |                                    | Modifica les dades a Wikidata |
|        | Casa Bernadí          | Isona i Conca Dellà | masia        |         | 42° 08′ 53″ N, 1° 03′ 17″ E / 42.148°N,1.05486°E 695.5 msnm                           |           | Casa Bernadí (Isona i Conca Dellà) | Modifica les dades a Wikidata |
|        | Casa Casasses         | Isona i Conca Dellà | masia        |         | 42° 10′ 47″ N, 0° 55′ 50″ E / 42.1798°N,0.930528°E 622.9 msnm                         |           |                                    | Modifica les dades a Wikidata |
|        | Casa Favar            | Isona i Conca Dellà | masia        |         | 42° 09′ 37″ N, 0° 59′ 16″ E / 42.1604148713925°N,0.987701515233356°E                  |           |                                    | Modifica les dades a Wikidata |
|        | Casa Lliser           | Isona i Conca Dellà | masia        |         | 42° 11′ 51″ N, 0° 57′ 55″ E / 42.1975276411425°N,0.965231991508831°E                  |           |                                    | Modifica les dades a Wikidata |
|        | Casa Manget           | Isona i Conca Dellà | masia        |         | 42° 09′ 45″ N, 0° 59′ 03″ E / 42.1624230244639°N,0.984103255094271°E                  |           |                                    | Modifica les dades a Wikidata |
|        | Casa de Barraqueró    | Isona i Conca Dellà | masia        |         | 42° 04′ 36″ N, 1° 04′ 22″ E / 42.07666667°N,1.07263889°E 756.2 msnm                   |           |                                    | Modifica les dades a Wikidata |
|        | Casa de Pere Pau      | Isona i Conca Dellà | masia        |         | 42° 05′ 45″ N, 1° 04′ 05″ E / 42.0958530343112°N,1.06793247097366°E                   |           |                                    | Modifica les dades a Wikidata |
|        | Casa del Marquès      | Isona i Conca Dellà | masia        |         | 42° 07′ 06″ N, 0° 57′ 13″ E / 42.1184292792276°N,0.953588461836831°E                  |           |                                    | Modifica les dades a Wikidata |
|        | Casa la Ponderosa     | Isona i Conca Dellà | masia        |         | 42° 07′ 41″ N, 1° 00′ 00″ E / 42.1280911257507°N,0.999964544645966°E                  |           |                                    | Modifica les dades a Wikidata |
|        | Caseta del Comandant  | Isona i Conca Dellà | masia        |         | 42° 10′ 14″ N, 0° 59′ 12″ E / 42.1706002932798°N,0.986664302481919°E                  |           |                                    | Modifica les dades a Wikidata |
|        | Mas de Solans         | Isona i Conca Dellà | masia        |         | 42° 06′ 59″ N, 1° 02′ 57″ E / 42.1163°N,1.04908°E 611.8 msnm                          |           |                                    | Modifica les dades a Wikidata |
|        | Masia de Ramon        | Isona i Conca Dellà | masia        |         | 42° 06′ 59″ N, 0° 58′ 28″ E / 42.1163°N,0.974444°E 500.8 msnm                         |           |                                    | Modifica les dades a Wikidata |
|        | Pui de l'Anell        | Isona i Conca Dellà | masia        |         | 42° 11′ 45″ N, 0° 57′ 37″ E / 42.1958079847681°N,0.960188378265782°E                  |           |                                    | Modifica les dades a Wikidata |
|        | Xalets de Ramon       | Isona i Conca Dellà | masia        |         | 42° 07′ 57″ N, 1° 00′ 03″ E / 42.1324274010095°N,1.00073550595172°E                   |           |                                    | Modifica les dades a Wikidata |
|        | Xalets del Prat       | Isona i Conca Dellà | masia        |         | 42° 07′ 50″ N, 0° 59′ 51″ E / 42.1305865660563°N,0.997429967084168°E                  |           |                                    | Modifica les dades a Wikidata |
|        | el Mullol             | Isona i Conca Dellà | masia        |         | 42° 08′ 19″ N, 1° 07′ 20″ E / 42.1386°N,1.12214°E Siall 1074.8 msnm                   |           |                                    | Modifica les dades a Wikidata |
|        | la Cabana del Bànio   | Isona i Conca Dellà | masia        |         | 42° 05′ 52″ N, 1° 05′ 40″ E / 42.0978656578661°N,1.0945717623301°E                    |           |                                    | Modifica les dades a Wikidata |
|        | la Casa Blanca        | Isona i Conca Dellà | masia        |         | 42° 02′ 08″ N, 1° 05′ 00″ E / 42.03561111°N,1.08322222°E Montadó 1056.9 msnm          |           |                                    | Modifica les dades a Wikidata |
|        | la Pedra              | Isona i Conca Dellà | masia        |         | 42° 05′ 25″ N, 1° 04′ 57″ E / 42.0903°N,1.08261°E 759.4 msnm                          |           |                                    | Modifica les dades a Wikidata |
|        | la Torre de Baró      | Isona i Conca Dellà | masia        |         | 42° 08′ 25″ N, 1° 02′ 00″ E / 42.1402°N,1.03322°E 653 msnm                            |           |                                    | Modifica les dades a Wikidata |
|        | la Venta              | Isona i Conca Dellà | masia        |         | 42° 05′ 21″ N, 0° 59′ 46″ E / 42.08913889°N,0.99608333°E 644.4 msnm                   |           |                                    | Modifica les dades a Wikidata |

## molí d'aigua
| imatge | Nom             | Ubicat a            | instància de | Detalls                     | coordenades                                                         | Protecció                                  | Commons (més fotos) | Dades a WD                    |
| ------ | --------------- | ------------------- | ------------ | --------------------------- | ------------------------------------------------------------------- | ------------------------------------------ | ------------------- | ----------------------------- |
|        | Molí d'Orcau    | Isona i Conca Dellà | molí d'aigua |                             | 42° 08′ 27″ N, 0° 59′ 44″ E / 42.14091667°N,0.99541667°E 525 msnm   |                                            |                     | Modifica les dades a Wikidata |
|        | Molí de Baró    | Isona i Conca Dellà | molí d'aigua | Estil: arquitectura popular | 42° 08′ 46″ N, 1° 02′ 31″ E / 42.145994°N,1.042052°E                | bé integrant del patrimoni cultural català |                     | Modifica les dades a Wikidata |
|        | Molí de Basturs | Isona i Conca Dellà | molí d'aigua |                             | 42° 08′ 50″ N, 1° 00′ 24″ E / 42.1473°N,1.00664°E 555 msnm          |                                            |                     | Modifica les dades a Wikidata |
|        | Molí del Baró   | Isona i Conca Dellà | molí d'aigua |                             | 42° 08′ 45″ N, 1° 02′ 31″ E / 42.14597222°N,1.04205556°E 530 msnm   |                                            |                     | Modifica les dades a Wikidata |
|        | Molí del Gil    | Isona i Conca Dellà | molí d'aigua |                             | 42° 06′ 31″ N, 1° 02′ 20″ E / 42.10861111°N,1.03888889°E 565.9 msnm |                                            |                     | Modifica les dades a Wikidata |
|        | Molí del Piteu  | Isona i Conca Dellà | molí d'aigua |                             | 42° 06′ 14″ N, 1° 02′ 04″ E / 42.10375°N,1.03436111°E 551.6 msnm    |                                            |                     | Modifica les dades a Wikidata |

## muntanya
| imatge | Nom                      | Ubicat a                                                | instància de | Detalls | coordenades                                                             | Protecció | Commons (més fotos)               | Dades a WD                    |
| ------ | ------------------------ | ------------------------------------------------------- | ------------ | ------- | ----------------------------------------------------------------------- | --------- | --------------------------------- | ----------------------------- |
|        | Cogulló de Sant Quiri    | Isona i Conca Dellà la Baronia de Rialb                 | muntanya     |         | 42° 06′ 30″ N, 1° 07′ 56″ E / 42.10837222°N,1.13212778°E 1355 msnm      |           | Cogulló de Sant Quiri             | Modifica les dades a Wikidata |
|        | Estadella                | Isona i Conca Dellà                                     | muntanya     |         | 42° 08′ 02″ N, 1° 09′ 01″ E / 42.1339°N,1.15028°E                       |           |                                   | Modifica les dades a Wikidata |
|        | Lo Tossal                | Isona i Conca Dellà                                     | muntanya     |         | 42° 06′ 43″ N, 0° 59′ 01″ E / 42.111907°N,0.983515°E 571.7 msnm         |           |                                   | Modifica les dades a Wikidata |
|        | Pui de Juli              | Isona i Conca Dellà                                     | muntanya     |         | 42° 06′ 37″ N, 1° 03′ 16″ E / 42.11035°N,1.05455°E 681.8 msnm           |           |                                   | Modifica les dades a Wikidata |
|        | Puig Pedrós              | Isona i Conca Dellà                                     | muntanya     |         | 42° 07′ 16″ N, 0° 57′ 55″ E / 42.1212°N,0.965389°E 541 msnm             |           |                                   | Modifica les dades a Wikidata |
|        | Puig de Galliner         | Isona i Conca Dellà                                     | muntanya     |         | 42° 10′ 56″ N, 0° 56′ 29″ E / 42.18235833°N,0.94143611°E 835 msnm       |           | Puig de Galliner                  | Modifica les dades a Wikidata |
|        | Roc de Neret             | Isona i Conca Dellà                                     | muntanya     |         | 42° 10′ 31″ N, 0° 56′ 46″ E / 42.175363°N,0.946211°E 906 msnm           |           | Roc de Neret                      | Modifica les dades a Wikidata |
|        | Roca Roja                | Isona i Conca Dellà la Baronia de Rialb                 | muntanya     |         | 42° 04′ 20″ N, 1° 06′ 01″ E / 42.0722101705°N,1.10016255867°E 1239 msnm |           | Roca Roja (la Baronia de Rialb)   | Modifica les dades a Wikidata |
|        | Sant Miquel              | Isona i Conca Dellà la Baronia de Rialb Artesa de Segre | muntanya     |         | 42° 03′ 44″ N, 1° 05′ 53″ E / 42.06222°N,1.097954°E 1190 msnm           |           | Sant Miquel (Isona i Conca Dellà) | Modifica les dades a Wikidata |
|        | Serrat dels Espinyers    | Isona i Conca Dellà                                     | muntanya     |         | 42° 06′ 55″ N, 1° 02′ 17″ E / 42.11523056°N,1.03794444°E 644.8 msnm     |           |                                   | Modifica les dades a Wikidata |
|        | Tossal de la Cassola     | Isona i Conca Dellà                                     | muntanya     |         | 42° 07′ 45″ N, 1° 01′ 03″ E / 42.12928333°N,1.01739861°E 698.6 msnm     |           |                                   | Modifica les dades a Wikidata |
|        | Tossal de la Collada     | Isona i Conca Dellà                                     | muntanya     |         | 42° 08′ 07″ N, 1° 02′ 04″ E / 42.1354°N,1.03442°E 671.4 msnm            |           |                                   | Modifica les dades a Wikidata |
|        | Tossal de la Doba        | Isona i Conca Dellà                                     | muntanya     |         | 42° 09′ 14″ N, 1° 03′ 19″ E / 42.15387222°N,1.05535833°E 822 msnm       |           | Tossal de la Doba                 | Modifica les dades a Wikidata |
|        | Turó de la Colomera      | Isona i Conca Dellà                                     | muntanya     |         | 42° 07′ 40″ N, 1° 05′ 40″ E / 42.127841°N,1.094343°E 1065 msnm          |           | Turó de la Colomera               | Modifica les dades a Wikidata |
|        | la Corona (Siall)        | Isona i Conca Dellà                                     | muntanya     |         | 42° 08′ 03″ N, 1° 08′ 44″ E / 42.13416667°N,1.14555556°E 1462 msnm      |           |                                   | Modifica les dades a Wikidata |
|        | la Torreta de Suterranya | Isona i Conca Dellà                                     | muntanya     |         | 42° 10′ 09″ N, 0° 58′ 09″ E / 42.16929806°N,0.96916639°E 958.4 msnm     |           | Torreta de Suterranya             | Modifica les dades a Wikidata |
|        | roc del Pas de Finestres | Isona i Conca Dellà                                     | muntanya     |         | 42° 08′ 08″ N, 1° 05′ 48″ E / 42.1356°N,1.09669°E 1088 msnm             |           | Roc del Pas de Finestres          | Modifica les dades a Wikidata |

## nucli de població
| imatge | Nom                     | Ubicat a            | instància de      | Detalls | coordenades                                                         | Protecció | Commons (més fotos)              | Dades a WD                    |
| ------ | ----------------------- | ------------------- | ----------------- | ------- | ------------------------------------------------------------------- | --------- | -------------------------------- | ----------------------------- |
|        | Montesquiu              | Isona i Conca Dellà | nucli de població |         | 42° 10′ 39″ N, 0° 58′ 09″ E / 42.177579°N,0.969259°E 718 msnm       |           | Montesquiu (Isona i Conca Dellà) | Modifica les dades a Wikidata |
|        | Puig de l'Anell         | Isona i Conca Dellà | nucli de població |         | 42° 11′ 48″ N, 0° 57′ 49″ E / 42.196751°N,0.963608°E 571 msnm       |           | Puig de l'Anell                  | Modifica les dades a Wikidata |
|        | les Masies de Sant Romà | Isona i Conca Dellà | nucli de població |         | 42° 08′ 37″ N, 1° 02′ 15″ E / 42.1437244271862°N,1.03744615547864°E |           |                                  | Modifica les dades a Wikidata |

## plaça
| imatge | Nom                              | Ubicat a            | instància de | Detalls                                  | coordenades                                                                           | Protecció                                  | Commons (més fotos)              | Dades a WD                    |
| ------ | -------------------------------- | ------------------- | ------------ | ---------------------------------------- | ------------------------------------------------------------------------------------- | ------------------------------------------ | -------------------------------- | ----------------------------- |
|        | Plaça Major de Figuerola d'Orcau | Figuerola d'Orcau   | plaça        | Estil: arquitectura popular 14th century | 42° 07′ 50″ N, 0° 59′ 41″ E / 42.130597°N,0.994691°E ca:Pl. Major                     | bé integrant del patrimoni cultural català | Plaça Major de Figuerola d'Orcau | Modifica les dades a Wikidata |
|        | plaça Major de Conques           | Isona i Conca Dellà | plaça        | Estil: arquitectura popular              | 42° 07′ 09″ N, 1° 00′ 44″ E / 42.119221°N,1.012305°E ca:Plaça Major, Conques 584 msnm | bé integrant del patrimoni cultural català | Plaça Major de Conques           | Modifica les dades a Wikidata |

## pont
| imatge | Nom                         | Ubicat a            | instància de | Detalls | coordenades                                                          | Protecció | Commons (més fotos)                | Dades a WD                    |
| ------ | --------------------------- | ------------------- | ------------ | ------- | -------------------------------------------------------------------- | --------- | ---------------------------------- | ----------------------------- |
|        | Pont d'Orcau                | Isona i Conca Dellà | pont         |         | 42° 08′ 06″ N, 0° 58′ 49″ E / 42.1349772713578°N,0.980243297170409°E |           | Pont d'Orcau (Isona i Conca Dellà) | Modifica les dades a Wikidata |
|        | Pont de Llordà              | Isona i Conca Dellà | pont         |         | 42° 06′ 34″ N, 1° 04′ 49″ E / 42.1093073932326°N,1.0802353852025°E   |           |                                    | Modifica les dades a Wikidata |
|        | Pont de la Font de Biscarri | Isona i Conca Dellà | pont         |         | 42° 06′ 34″ N, 1° 04′ 37″ E / 42.1094493340082°N,1.0768808475385°E   |           |                                    | Modifica les dades a Wikidata |
|        | Pont del Molí               | Isona i Conca Dellà | pont         |         | 42° 03′ 21″ N, 1° 02′ 43″ E / 42.0557998825612°N,1.04540122629513°E  |           |                                    | Modifica les dades a Wikidata |
|        | Pont del Pinso              | Isona i Conca Dellà | pont         |         | 42° 06′ 14″ N, 1° 05′ 11″ E / 42.1038722884385°N,1.08643418441844°E  |           |                                    | Modifica les dades a Wikidata |
|        | Pont del Riu del Llinar     | Isona i Conca Dellà | pont         |         | 42° 08′ 06″ N, 1° 06′ 21″ E / 42.1348669341801°N,1.10573167254988°E  |           |                                    | Modifica les dades a Wikidata |
|        | Pont dels Fontanals         | Isona i Conca Dellà | pont         |         | 42° 07′ 15″ N, 1° 01′ 54″ E / 42.1207430953975°N,1.03176859270184°E  |           |                                    | Modifica les dades a Wikidata |
|        | Pont dels Vivers            | Isona i Conca Dellà | pont         |         | 42° 07′ 00″ N, 1° 03′ 40″ E / 42.1165521616199°N,1.06119509694853°E  |           |                                    | Modifica les dades a Wikidata |

## serra
| imatge | Nom                     | Ubicat a                                              | instància de         | Detalls                          | coordenades | Protecció | Commons (més fotos)                           | Dades a WD                    |
| ------ | ----------------------- | ----------------------------------------------------- | -------------------- | -------------------------------- | --- | --------- | --------------------------------------------- | ----------------------------- |
|        | Mont de Conques         | Isona i Conca Dellà                                   | serra                | Llarg: 2km                       | 42° 07′ 45″ N, 1° 01′ 03″ E / 42.1293°N,1.01748°E 702 msnm                                                                                                |           | Mont de Conques                               | Modifica les dades a Wikidata |
|        | Roc de Benavent         | Isona i Conca Dellà la Baronia de Rialb               | serra                | Llarg: 3km                       | 42° 04′ 29″ N, 1° 06′ 02″ E / 42.074689°N,1.100604°E |           | Roc de Benavent                               | Modifica les dades a Wikidata |
|        | Serra de Coll           | Isona i Conca Dellà                                   | serra                | Llarg: 1.5km                     | 42° 10′ 11″ N, 0° 57′ 14″ E / 42.169644°N,0.953757°E |           | Serra de Coll                                 | Modifica les dades a Wikidata |
|        | Serra de Comiols        | Isona i Conca Dellà Gavet de la Conca Artesa de Segre | serra                | Llarg: 2.5km                     | 42° 01′ 33″ N, 1° 04′ 28″ E / 42.0257°N,1.0744222222222222°E 42° 03′ 13″ N, 1° 05′ 15″ E / 42.05374722222222°N,1.0876083333333333°E 1125.3 msnm           |           |                                               | Modifica les dades a Wikidata |
|        | Serra de la Conca       | Isona i Conca Dellà la Baronia de Rialb               | serra                | Llarg: 1.5km                     | 42° 06′ 45″ N, 1° 08′ 07″ E / 42.112426°N,1.13527°E |           |                                               | Modifica les dades a Wikidata |
|        | Serra dels Nerets       | Isona i Conca Dellà                                   | serra                | Llarg: 3km                       | 42° 09′ 45″ N, 0° 54′ 34″ E / 42.1625°N,0.909461°E 716.7 msnm                                                                                             |           |                                               | Modifica les dades a Wikidata |
|        | Serrat Ample            | Artesa de Segre Isona i Conca Dellà                   | serra                |                                  | 42° 00′ 48″ N, 1° 05′ 15″ E / 42.01327778°N,1.08741944°E 949.4 msnm                                                                                       |           |                                               | Modifica les dades a Wikidata |
|        | Serrat de Carreró       | Isona i Conca Dellà                                   | serra                | Llarg: 1.5km                     | 42° 05′ 52″ N, 1° 00′ 17″ E / 42.097852777777774°N,1.0046388888888889°E 698.6 msnm                                                                        |           |                                               | Modifica les dades a Wikidata |
|        | Serrat de Santa Eulàlia | Isona i Conca Dellà                                   | serra                | Llarg: 1.5km                     | 42° 06′ 24″ N, 1° 06′ 42″ E / 42.106705°N,1.111708°E 1331 msnm                                                                                            |           | Serrat de Santa Eulàlia (Isona i Conca Dellà) | Modifica les dades a Wikidata |
|        | Serrat de la Rebollera  | Isona i Conca Dellà                                   | serra                | Llarg: 1.5km                     | 42° 08′ 56″ N, 1° 06′ 09″ E / 42.149025°N,1.1026375°E 42° 06′ 44″ N, 1° 07′ 11″ E / 42.112344444444446°N,1.1197916666666667°E 1110.4 msnm                 |           |                                               | Modifica les dades a Wikidata |
|        | Serrat del Patxot       | Gavet de la Conca Isona i Conca Dellà                 | serra                | Llarg: 4.5km                     | 42° 06′ 00″ N, 0° 56′ 01″ E / 42.1°N,0.933641°E |           |                                               | Modifica les dades a Wikidata |
|        | Serrat del Pletiu       | Isona i Conca Dellà                                   | serra                | Llarg: 2km                       | 42° 02′ 12″ N, 1° 04′ 53″ E / 42.0367°N,1.08129°E |           |                                               | Modifica les dades a Wikidata |
|        | Serrats de Goberra      | Isona i Conca Dellà                                   | serra                | Llarg: 1km                       | 42° 07′ 27″ N, 1° 05′ 31″ E / 42.1242°N,1.09194°E 1030 msnm                                                                                               |           | Serrats de Goberra                            | Modifica les dades a Wikidata |
|        | la Serra                | Isona i Conca Dellà                                   | serra                | Llarg: 1.5km                     | 42° 09′ 17″ N, 1° 01′ 20″ E / 42.154605555555555°N,1.0221027777777778°E 42° 09′ 38″ N, 1° 02′ 01″ E / 42.16046388888889°N,1.0335836111111112°E 735.6 msnm |           |                                               | Modifica les dades a Wikidata |
|        | serra Mitjana           | Isona i Conca Dellà                                   | serra àrea protegida | Llarg: 3km Superfície: 1562.13ha | 42° 07′ 54″ N, 1° 08′ 57″ E / 42.1316°N,1.14918°E |           | Parc Serra Mitjana                            | Modifica les dades a Wikidata |
|        | serrat de la Savina     | Isona i Conca Dellà                                   | serra                | Llarg: 1.5km                     | 42° 08′ 04″ N, 1° 05′ 36″ E / 42.134348°N,1.093436°E |           | Serrat de la Savina                           | Modifica les dades a Wikidata |

## vila closa
| imatge | Nom                                     | Ubicat a            | instància de | Detalls                                  | coordenades                                                                        | Protecció                                            | Commons (més fotos)                     | Dades a WD                    |
| ------ | --------------------------------------- | ------------------- | ------------ | ---------------------------------------- | ---------------------------------------------------------------------------------- | ---------------------------------------------------- | --------------------------------------- | ----------------------------- |
|        | Recinte fortificat d'Orcau              | Isona i Conca Dellà | vila closa   | Estil: arquitectura popular              | 42° 09′ 47″ N, 0° 58′ 56″ E / 42.163018°N,0.982241°E ca:Nucli d'Orcau 765 msnm     | bé d'interès cultural bé cultural d'interès nacional |                                         | Modifica les dades a Wikidata |
|        | Recinte fortificat de Figuerola d'Orcau | Isona i Conca Dellà | vila closa   | Estil: arquitectura popular 13rd century | 42° 07′ 50″ N, 0° 59′ 41″ E / 42.130563°N,0.994654°E ca:Figuerola d'Orcau 554 msnm | bé d'interès cultural bé cultural d'interès nacional | Recinte fortificat de Figuerola d'Orcau | Modifica les dades a Wikidata |

## vèrtex geodèsic
| imatge | Nom          | Ubicat a            | instància de    | Detalls   | coordenades                                                        | Protecció | Commons (més fotos) | Dades a WD                    |
| ------ | ------------ | ------------------- | --------------- | --------- | ------------------------------------------------------------------ | --------- | ------------------- | ----------------------------- |
|        | Aspiles 2009 | Isona i Conca Dellà | vèrtex geodèsic | Alt: 1.2m | 42° 06′ 53″ N, 1° 02′ 16″ E / 42.114781°N,1.037893°E 644.738 msnm  |           |                     | Modifica les dades a Wikidata |
|        | Benavent     | Isona i Conca Dellà | vèrtex geodèsic | Alt: 1.2m | 42° 04′ 20″ N, 1° 06′ 01″ E / 42.07224°N,1.10015°E 1240.589 msnm   |           |                     | Modifica les dades a Wikidata |
|        | San Quiri    | Isona i Conca Dellà | vèrtex geodèsic | Alt: 1.2m | 42° 06′ 30″ N, 1° 07′ 56″ E / 42.108449°N,1.132156°E 1355.176 msnm |           |                     | Modifica les dades a Wikidata |

## Misc
| imatge | Nom                                 | Ubicat a | instància de                                                                         | Detalls                                                                       | coordenades                                                                                    | Protecció                                            | Commons (més fotos)                | Dades a WD                    |
| ------ | ----------------------------------- | --- | ------------------------------------------------------------------------------------ | ----------------------------------------------------------------------------- | ---------------------------------------------------------------------------------------------- | ---------------------------------------------------- | ---------------------------------- | ----------------------------- |
|        | Aeso                                | Isona i Conca Dellà | ciutat romana                                                                        |                                                                               | 42° 06′ 58″ N, 1° 02′ 29″ E / 42.11606667°N,1.04151389°E 640 msnm                              |                                                      |                                    | Modifica les dades a Wikidata |
|        | Balasc                              | Isona i Conca Dellà | assentament humà                                                                     |                                                                               | 42° 04′ 08″ N, 1° 05′ 30″ E / 42.069°N,1.091667°E 945.1 msnm                                   |                                                      | Balasc (Isona i Conca Dellà)       | Modifica les dades a Wikidata |
|        | Barri de Sant Joan                  | Isona i Conca Dellà | barri                                                                                | Estil: arquitectura romànica                                                  | 42° 09′ 46″ N, 0° 58′ 49″ E / 42.162686°N,0.98035°E                                            | bé integrant del patrimoni cultural català           |                                    | Modifica les dades a Wikidata |
|        | Espai d'Interès Natural del Montsec | Àger Camarasa Vilanova de Meià Castell de Mur Gavet de la Conca Isona i Conca Dellà Llimiana Sant Esteve de la Sarga Tremp                             | espai d'interès natural Espai Natural Protegit                                       | 1992 Superfície: 22071ha                                                      |                                                                                                |                                                      |                                    | Modifica les dades a Wikidata |
|        | Forn de calç de Conques             | Isona i Conca Dellà | forn de calç                                                                         | Estil: arquitectura popular                                                   |                                                                                                | bé integrant del patrimoni cultural català           |                                    | Modifica les dades a Wikidata |
|        | Recinte fortificat d'Isona          | Isona i Conca Dellà | muralla urbana                                                                       | Estil: arquitectura romana                                                    | 42° 06′ 58″ N, 1° 02′ 29″ E / 42.116071°N,1.041516°E 640 msnm                                  | bé d'interès cultural bé cultural d'interès nacional | Recinte fortificat d'Isona         | Modifica les dades a Wikidata |
|        | ajuntament d'Isona i Conca Dellà    | Isona i Conca Dellà | casa consistorial                                                                    |                                                                               | 42° 06′ 58″ N, 1° 02′ 39″ E / 42.116°N,1.04403°E                                               | bé integrant del patrimoni cultural català           | Ajuntament d'Isona                 | Modifica les dades a Wikidata |
|        | ajuntament de Benavent de la Conca  | Benavent de la Conca | antic ajuntament                                                                     | Estil: arquitectura popular                                                   | 42° 04′ 24″ N, 1° 05′ 47″ E / 42.073297°N,1.096499°E ca:Plaça de Santa Margarida 1000 msnm     | bé integrant del patrimoni cultural català           | Ajuntament de Benavent de la Conca | Modifica les dades a Wikidata |
|        | alzina de Pelleu                    | Isona i Conca Dellà | arbre singular                                                                       | Taxon: carrasca (Quercus rotundifolia) Ample: 21.3m Alt: 15m Perímetre: 5.28m | 42° 10′ 32″ N, 0° 56′ 56″ E / 42.175603°N,0.948938°E ca:Serra de Coll / Pelleu, Orcau 799 msnm | arbre monumental                                     | Alzina de Pelleu                   | Modifica les dades a Wikidata |
|        | carrer Major de Conques             | Isona i Conca Dellà | carrer                                                                               | Estil: arquitectura popular                                                   | 42° 07′ 08″ N, 1° 00′ 46″ E / 42.119012°N,1.012747°E ca:Carrer Major, Conques 580 msnm         | bé integrant del patrimoni cultural català           | Carrer Major de Conques            | Modifica les dades a Wikidata |
|        | estanys de Basturs                  | Isona i Conca Dellà | zona humida àrea protegida Natura 2000 àrea protegida Pla d'Espais d'Interès Natural | 1992 Superfície: 37.05505ha                                                   | 42° 08′ 36″ N, 1° 01′ 11″ E / 42.14323°N,1.019714°E Basturs 537 msnm                           |                                                      | Estanys de Basturs                 | Modifica les dades a Wikidata |
|        | pantà de Sant Antoni                | Talarn Salàs de Pallars la Pobla de Segur Conca de Dalt Isona i Conca Dellà                                                                            | embassament llac                                                                     | 1913 Llarg: 11km Superfície: 9.27km² Volum: 205hm³ Conca: 2070km²             | 42° 12′ 07″ N, 0° 57′ 00″ E / 42.20195°N,0.94997°E                                             |                                                      | Pantà de Sant Antoni               | Modifica les dades a Wikidata |
|        | parc Cretaci                        | Isona i Conca Dellà | jaciment paleontològic                                                               |                                                                               | 42° 07′ 37″ N, 1° 04′ 35″ E / 42.126830423424°N,1.07631876060429°E                             |                                                      | Parc Cretaci de la Posa            | Modifica les dades a Wikidata |
|        | serra del Montsec                   | Vilanova de Meià Artesa de Segre Àger Camarasa Gavet de la Conca Isona i Conca Dellà Llimiana Castell de Mur Sant Esteve de la Sarga Viacamp i Lliterà | serralada                                                                            | Llarg: 45km                                                                   | 42° 02′ 39″ N, 0° 45′ 59″ E / 42.04416667°N,0.76638889°E 1676 msnm                             |                                                      | Montsec                            | Modifica les dades a Wikidata |
|        | voltes medievals de Conques         | Isona i Conca Dellà | passatge                                                                             | Estil: arquitectura popular                                                   | 42° 07′ 09″ N, 1° 00′ 43″ E / 42.119126°N,1.012006°E ca:Conques                                | bé integrant del patrimoni cultural català           | Voltes medievals de Conques        | Modifica les dades a Wikidata |